# Нижегородский кремль
Нижегоро́дский кремль — крепость в историческом центре Нижнего Новгорода и его древнейшая часть, главный общественно-политический и историко-художественный комплекс города. Является одной из лучших в стране крепостей по степени сохранности, входит в число наиболее ценных архитектурных памятников России. Официальная резиденция полномочного представителя президента России в Приволжском федеральном округе, губернатора Нижегородской области и мэра Нижнего Новгорода.
Из сохранившихся до нашего времени кремлей Нижегородский является вторым по площади и протяжённости стен после Московского. Расположен на правом высоком берегу, в месте слияния рек Волги и Оки. Северо-западная часть кремля спускается почти к подножию склонов, юго-восточная выходит на площадь Минина и Пожарского, а юго-западная — возвышается над глубоким Почаинским оврагом и Зеленским съездом.

## История кремля

### XIV век

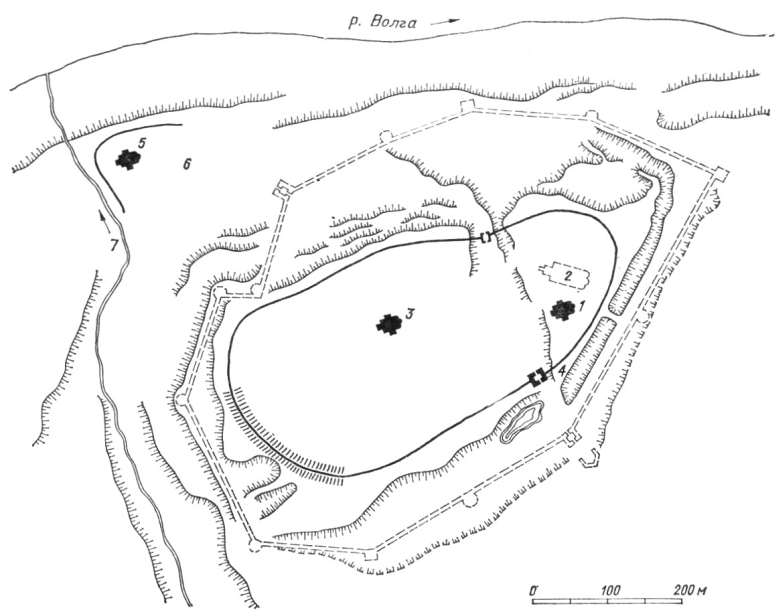
План нижегородского детинца XIV века

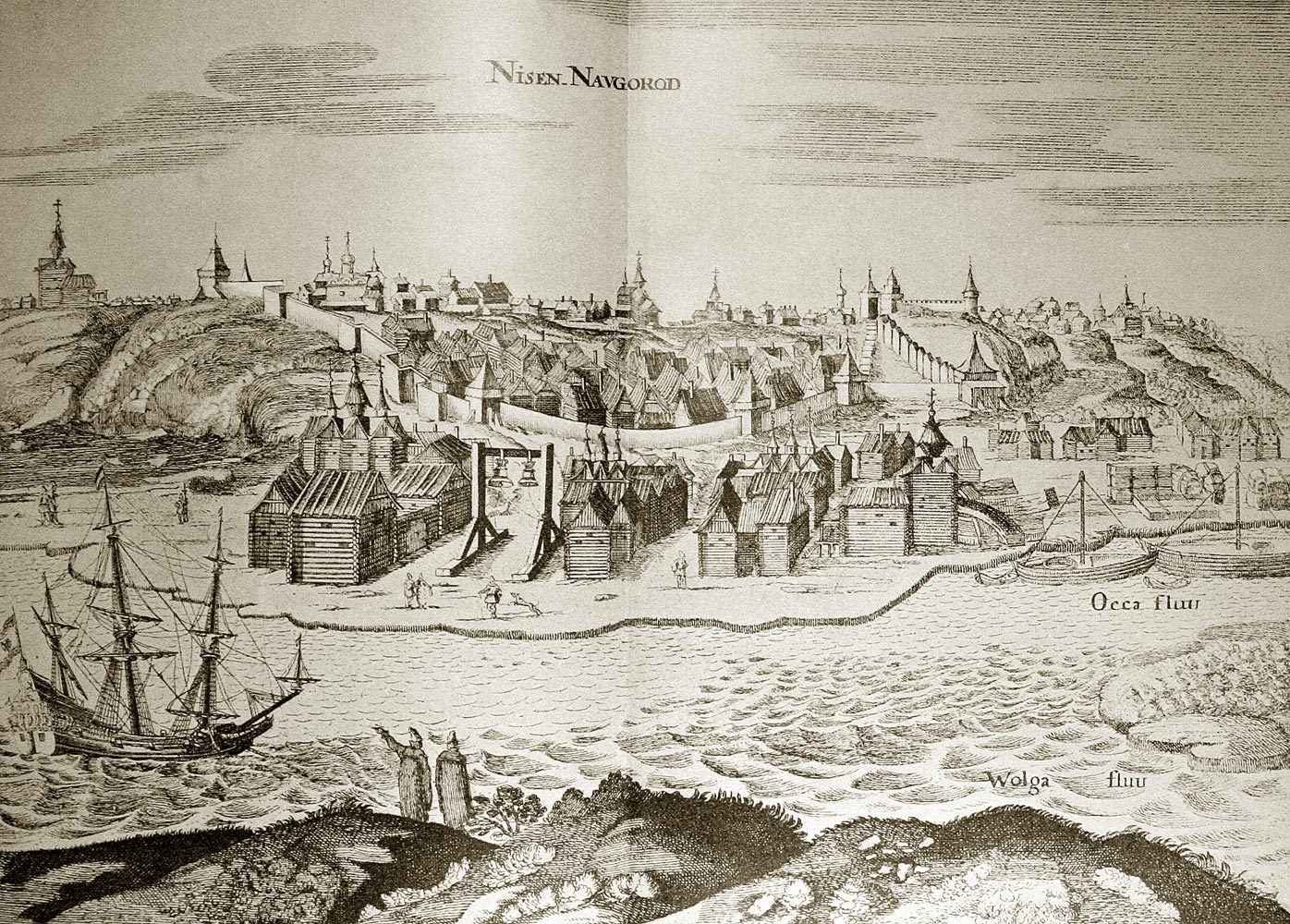
Корабль «Фредерик» близ Нижнего Новгорода, 1636 год

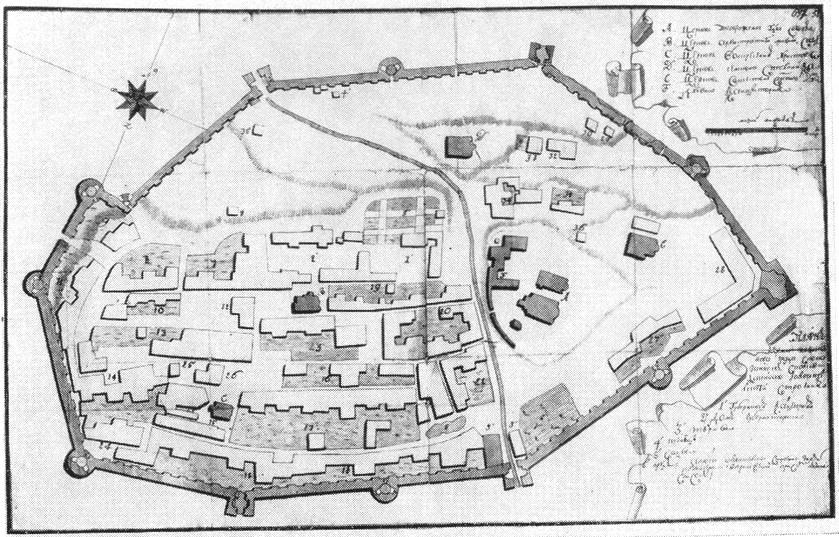
План Кремля XVIII века

Как свидетельствует летопись, в 1221 году великим князем Владимирским Юрием Всеволодовичем был основан Нижний Новгород, защитой которому служили деревянно-земляные укрепления. Первая попытка замены деревянной крепости́цы ([разг.] крепостцы́) на каменный кремль относится к 1374 году. В это время князь Дмитрий Константинович заложил белокаменный кремль. Однако, из-за финансовых и политических проблем была построена только одна башня — Дмитриевская, которая не сохранилась до наших дней. Современная Дмитриевская башня была построена на полтора века позже вместе со всем Кремлём.

### XVI—XVII века
При Иване III Нижний Новгород играет роль пограничного города, имея постоянное войско, и служит местом военного сбора при действиях Москвы против Казани. В целях усиления обороны города вновь были начаты работы над устройством крепостных стен. Началом строительства каменного Нижегородского кремля стала закладка в 1500 году 1 сентября в верхней части города Тверской (ныне Кладовая) башни. Работа была прервана набегом орды хана Мухаммед-Амина в 1505 году. Возобновлено строительство было в 1508 году. При этом сохранявшийся старый дубовый кремль был уничтожен в сильном пожаре 1513 года. Завершено строительство, как предполагают, где-то после 1516 года. Основные работы по сооружению кремля осуществлялись под руководством присланного из Москвы архитектора Пьетро Франческо (Петра Фрязина). В XVI веке кремль многократно подвергался осадам и приступам со стороны казанских татар (в 1521 и 1536 годы), при этом ни разу не был сдан осаждающему войску. К 1697 году кремль утратил военное значение.

#### Фортификация и вооружение
Двухкилометровая стена имела 13 башен: 5 — прямоугольные в плане — являются проезжими (или воротными) и 8 — круглые глухие. Перед Дмитриевской башней имелось выносное укрепление — каменный мост с отводной башней, что было новинкой в русском крепостном зодчестве.
С нагорной стороны кремль был окружён так называемым «сухим рвом» глубиной от 2,5 до 4 м и шириной примерно 25—30 м. Предполагают, что ров мог иметь отдельные углублённые участки, заполненные грунтовыми водами. Это касается района Дмитриевской башни. Тем не менее в Писцовой книге 1622 года говорится о копке рва глубиной 1 сажень (около 2,5 м) и шириной около 4 саженей (10 м) напротив всей линии стен в верхней части. Во всяком случае, это может быть ров во рву (кювет), так как сухого рва оказалось недостаточно. В этом новом рву и могла стоять грунтовая вода. А в сухом рву воды быть не могло, так как башни были погружены в него на целый ярус. Бойницы этого уровня, вместе с бойницами в дополнительных боковых казематах прясел (стен), представляли собой нижний или подошвенный бой. В XVII веке ров появился и в подгорной части — на небольшом участке перед Ивановской башней. Имеются сообщения о случаях обнаружения подземных галерей, расположенных глубже подошвенного боя и соединяющих некоторые башни. Но этот вопрос не был исследован.
«Каменный город» имел постоянный гарнизон. Об артиллерии кремля в XVI века ничего не известно. Хотя устройство крепости позволяло при необходимости увеличить артиллерию многократно, в XVII веке артиллерийское вооружение Нижегородского кремля было сравнительно невелико, так как после взятия Россией Казани в 1552 году его военно-оборонное значение значительно снизилось. В 1621 году в кремле имелось 22 пушки, в 1663 — 20, в 1619 — 19. Бо́льшая часть его орудий — это малокалиберные затинные (то есть крепостные) «пищали малого наряда» — волкони и гораздо меньше было пищалей среднего и крупного калибра. Имелись также единичные тюфяки, стреляющие дробом. Большинство пушек было медными и только несколько — из железа. Часть орудий стояла на подставках — так называемых «собаках», часть — на колёсных лафетах. Кроме артиллерии в обороне, конечно, применялось и ручное огнестрельное оружие, например, пищали-гаковницы (крепостные ружья), а в подвалах башен хранилось, вместе с запасом пороха, всевозможное холодное оружие.

### XVIII век

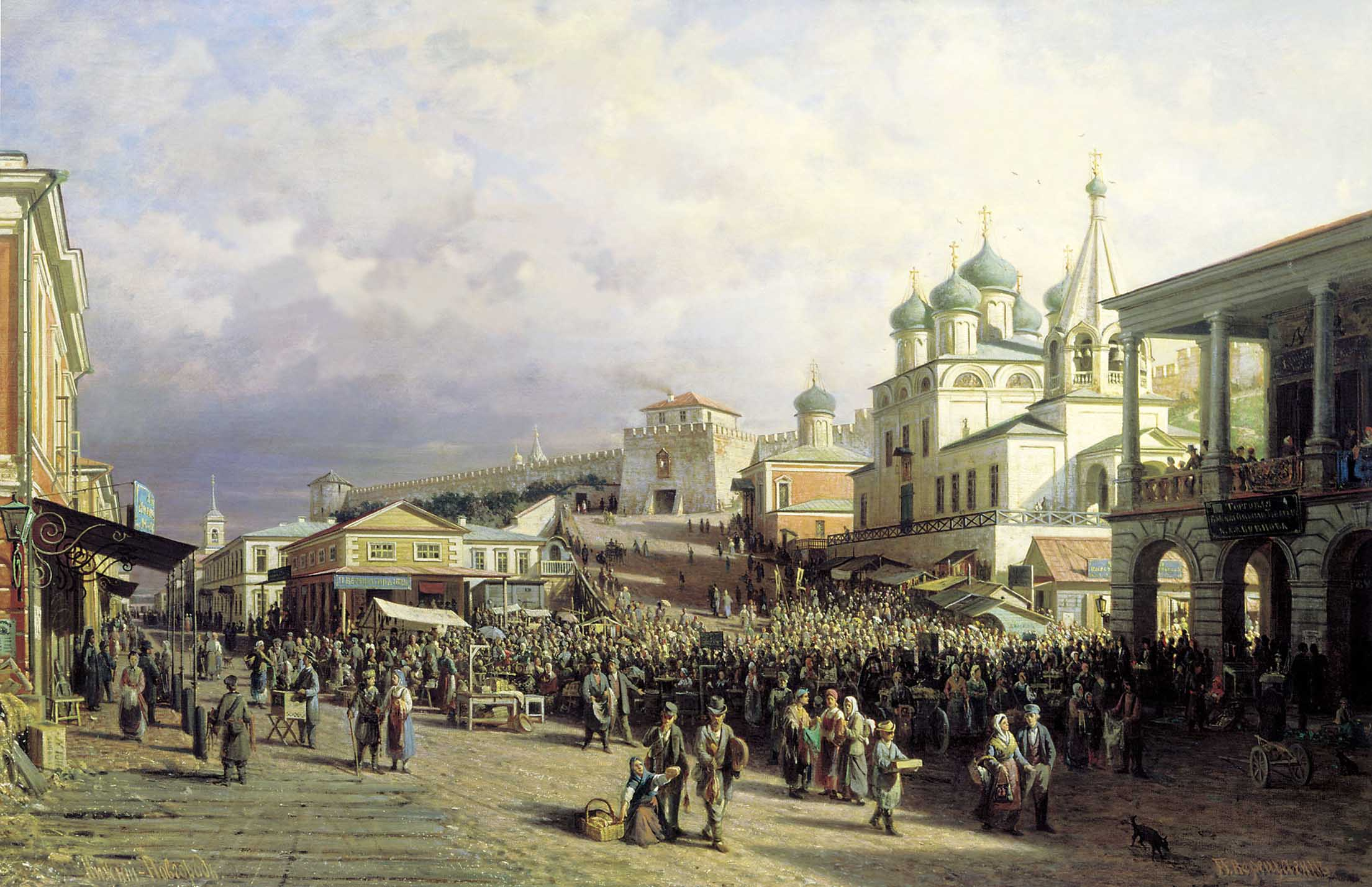
Вид на нижний посад (базар) и Ивановскую башню. Василий Верещагин. 1872 год

В январе 1714 года Петром I была образована Нижегородская губерния. С этого времени Кремль стал административным центром Нижегородской губернии и центром Нижнего Новгорода.
При Екатерине II в 1785—1790 годах был произведён ремонт кремля, в ходе которого была разобрана кровля, лежавшая на зубцах стены. В результате, под воздействием атмосферных осадков, кладка стен стала постепенно разрушаться. Сами зубцы были укорочены более чем наполовину, причём это было сделано не из-за новых эстетических представлений, а ради получения материала для ремонта самого кремля. Были разобраны выносные укрепления главной башни, а в 1834—1837 годах был засыпан ров, что понизило высоту кремля примерно на 4 метра. При этом нижние ярусы башен оказались под землёй, что привело к затапливанию их грунтовыми водами и постепенному разрушению. Тогда же весь кремль был побелён, а его крыши перекрашены в красный цвет.

### XIX век
Долгое время за Нижегородским кремлём не было надлежащего ухода. Когда началась Отечественная война 1812 года, от его стен отправилось нижегородское ополчение. В это время кремль не являлся оборонительным сооружением, однако в 1894 году была начата реконструкция Дмитриевской башни. Автором проекта и руководителем реконструкции стал архитектор Николай Султанов. Ему было поручено переделать её под художественно-исторический музей. Для этого нужно было вернуть башне её ведущее положение в кремле. Музей был открыт в 1896 году. Дмитриевская башня при этом снова сильно преобразилась, приобретя несвойственный Нижегородскому кремлю облик. На верхушке крыши был помещён двуглавый орёл — герб Российской Империи. Весь кремль вновь был целиком побелён.
Для того, чтобы попасть в кремль, со стороны Рождественской улицы в 1896 году был построен фуникулёр. С его помощью посетители поднимались от Скобы на территорию крепости. Но просуществовал он относительно недолго. В 1926 году фуникулёр закрыли, так как была построена трамвайная линия вдоль Зеленского съезда, соединившая собой Рождественскую улицу и Большую Покровскую.

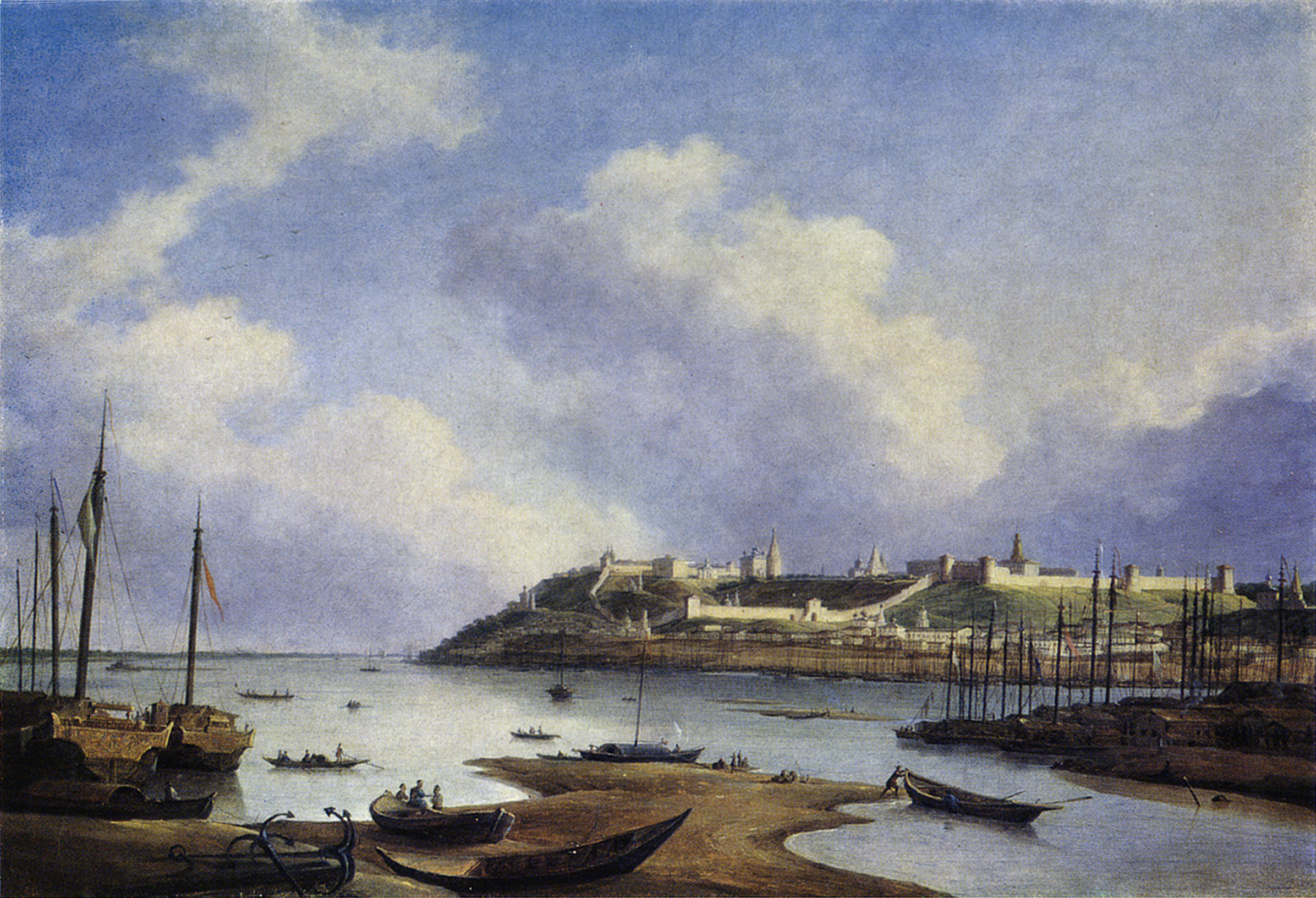
Вид на Дятловы горы, картина 1838 года
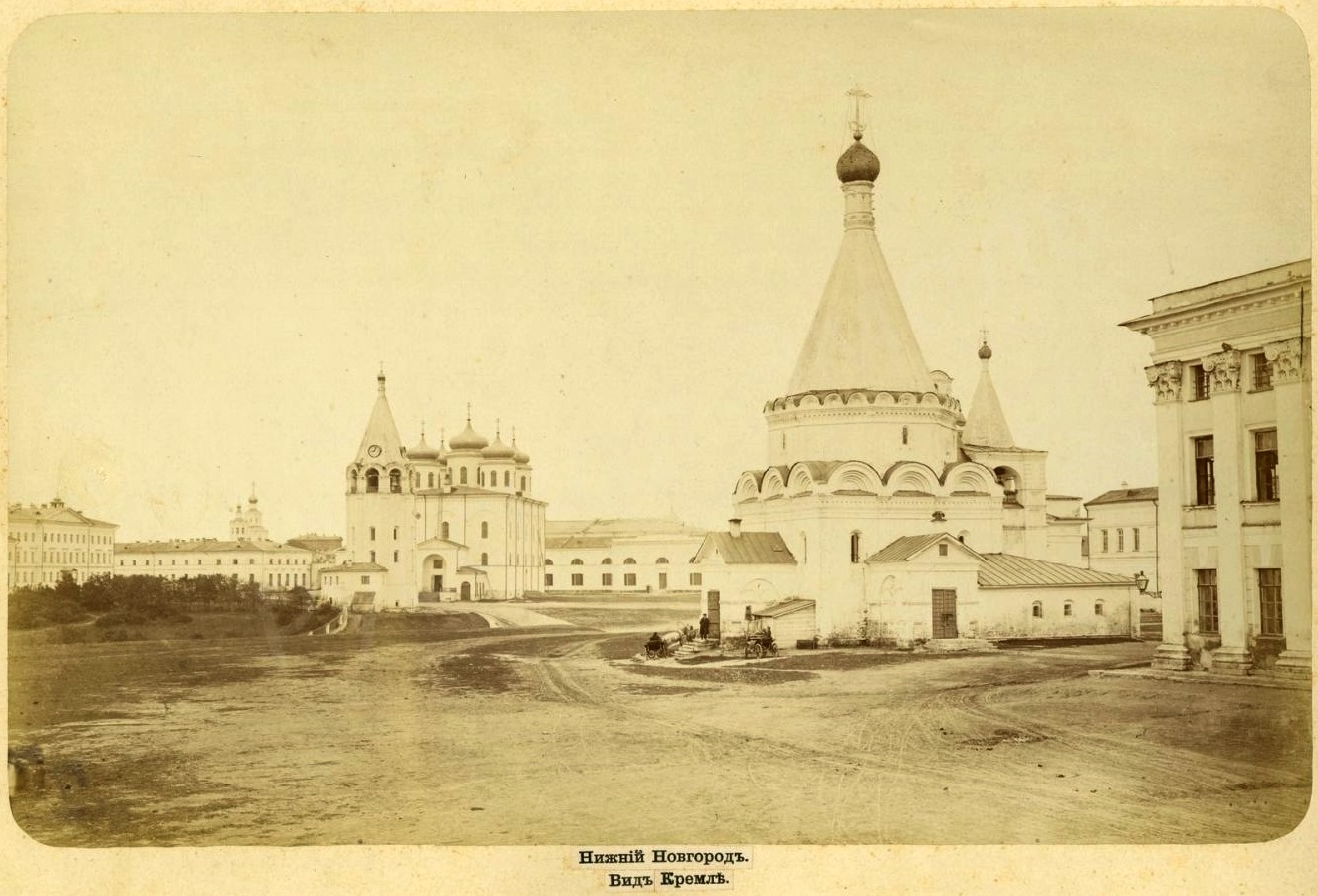
Кремль. Спасо-Преображенский и Михайло-Архангельский соборы. 1868 год
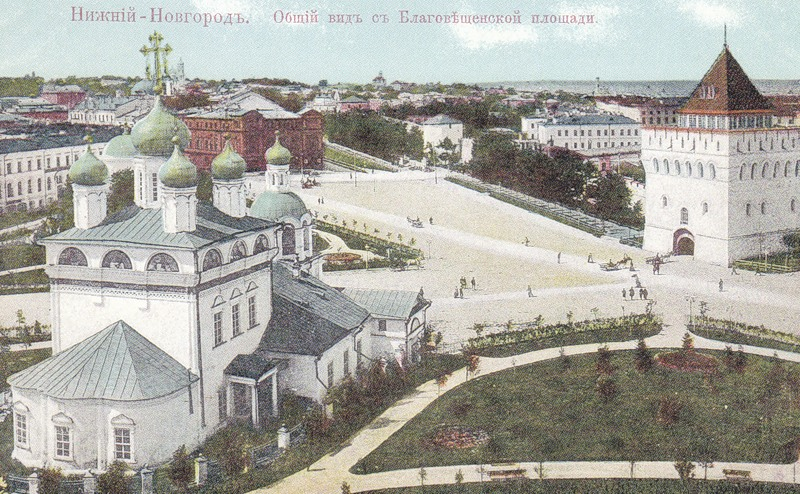
Вид на Нижегородский кремль и Благовещенскую площадь в конце XIX века
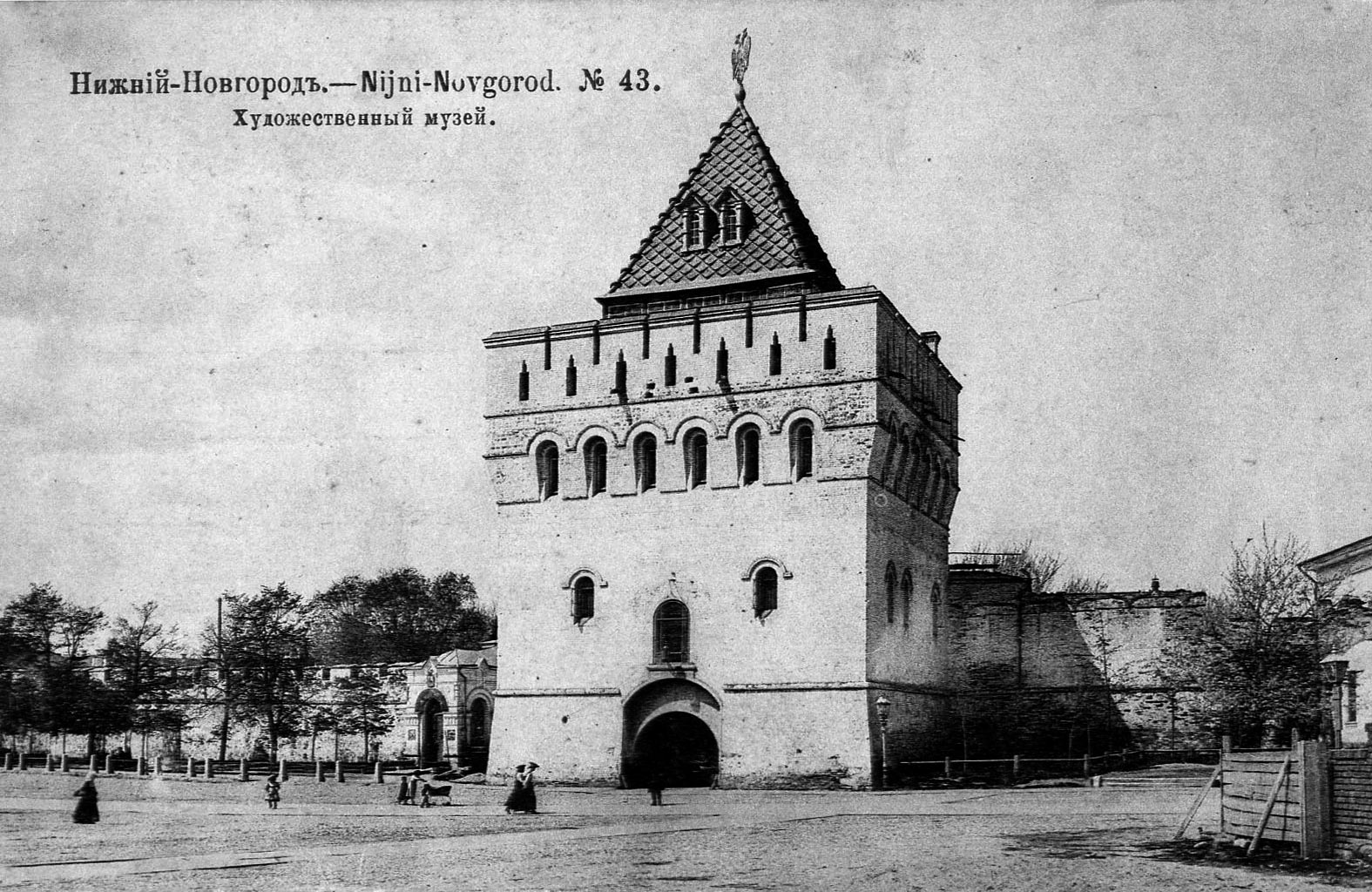
Дмитриевская башня, начало XX века
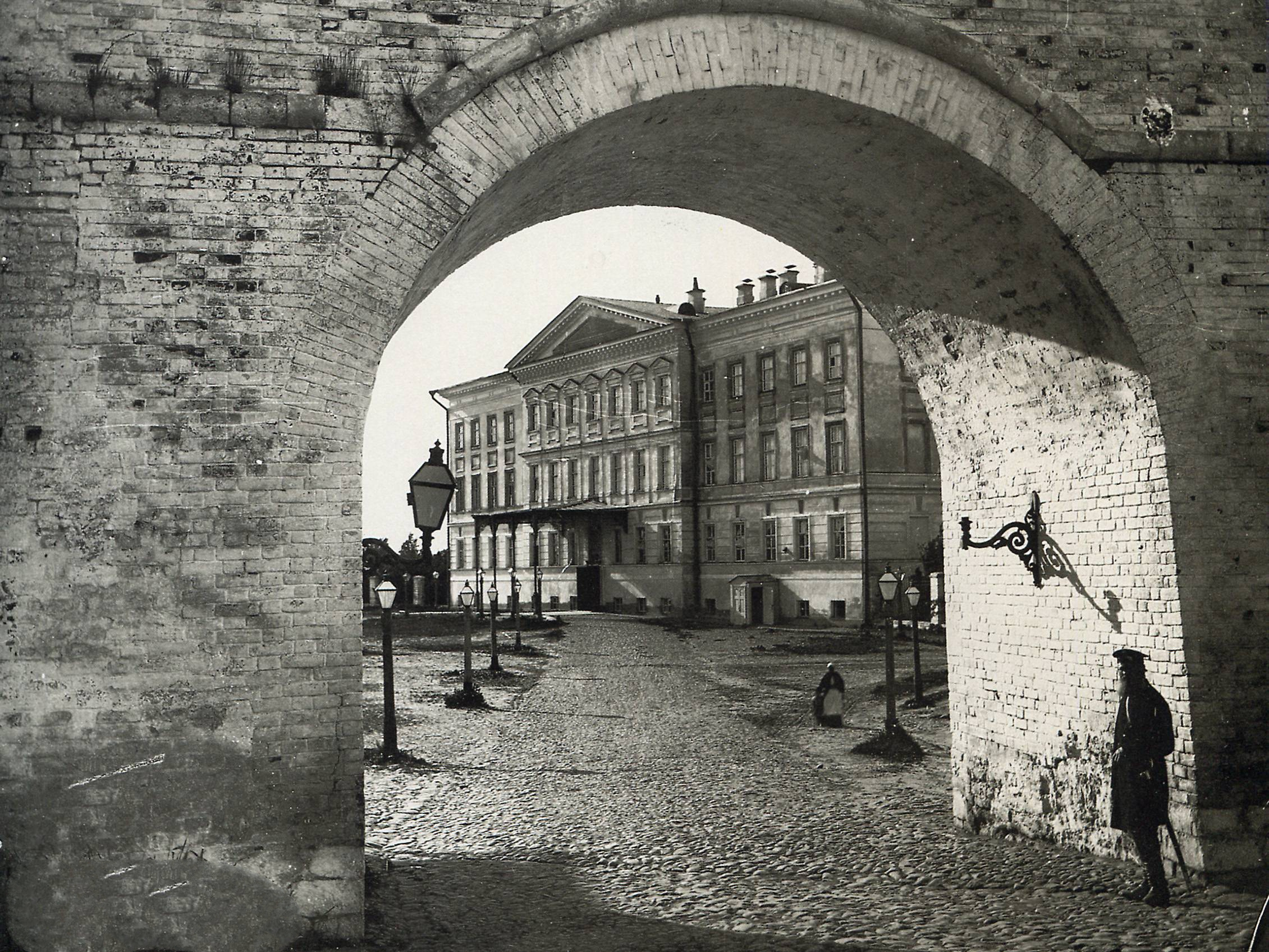
Дворец военного губернатора — вход через ворота около Пороховой башни, начало XX века

### Советский период
С приходом к власти большевиков в Нижегородском кремле произошли значительные перемены. Он вновь был перекрашен в красный цвет, а крыши на башнях стали зелёными. С Дмитриевской башни был снят двуглавый орёл; вместо него был поставлен флаг СССР. Также был снесён кафедральный Спасо-Преображенский собор — на его месте построили Дом Советов (подобной участи не избежали и другие сохранившиеся на тот момент храмы кремля, за исключением Архангельского собора).

Проект застройки площади института «Гипрогор», 1936 год

В 1935—1937 годах над Кремлём нависла новая угроза. Власти решили расширить Советскую площадь, для чего необходимо было снести часть стены и, в частности, Дмитриевскую башню. По проекту ленинградского института «Гипрогор» площадь должна была проходить через кремлёвскую территорию до Дома Советов. Кремль же воспринимался в те годы как «памятник алчного феодализма и царского самодержавия, свидетель жутких страниц кровавого прошлого».
Архитектор «Гипрогора» Николай Ушаков писал:

Стена, выходящая на Советскую площадь, позднейшими реставрациями лишена своей ценности и прелести. Башни, особенно Дмитровская, значительно переделаны. Одновременно именно здесь стены кремля закрывают площадь от неповторимых по красоте далей Заволжья и от зелени внутри кремля. Поэтому от Дома Советов до Георгиевской башни на набережной стены эти намечены к сносу. Сносятся также и некоторые постройки внутри кремля. Получится большая круглая площадь. В центре её, на месте Дмитровской башни, воздвигается памятник тов. Свердлову, а вокруг него кольцом разбивается сквер. Против здания сельскохозяйственного института, на месте старого арсенала, воздвигается большое здание обкома партии и облисполкома, в дополнение к их старым зданиям. Сильно озеленённая внутри кремля территория будет окружать Дом Красной Армии, расположенный на месте бывшего Кадетского корпуса. Улица Я. Свердлова расширится до 40 метров за счёт левой стороны. Все здания по этой стороне постепенно сносятся и заменяются новыми.

Впрочем, начавшаяся война помешала осуществлению этого плана. 22 июня 1941 года в Кремле состоялось заседание Горьковского обкома. На Советской площади в тот день прошёл многотысячный митинг, на котором выступил секретарь Горьковского обкома ВКП(б) И. М. Гурьев и обратился к горьковчанам с призывом встать на защиту Родины от немецко-фашистских захватчиков. Позже у стен Кремля собралась Горьковская дивизия и отправилась на фронт.
Кремль занял в то время значительное место в обороне Горького. Во время войны кровли Тайницкой, Северной и Часовой башен были разобраны и на верхних площадках установлены зенитные пулемёты. Так крепость защищала воздушное пространство города от немецкой авиации. Нацистские лётчики пытались бомбить Канавинский мост, но встречали кремлёвский зенитный огонь на подлётах к нему.
По окончании Великой Отечественной войны возле стен Кремля, на площади Минина и Пожарского (переименованная площадь Советская), прошёл грандиозный Парад Победы, завершившийся большим салютом.

### Масштабная реставрация Кремля
На протяжении 200 лет Нижегородский кремль, потеряв оборонное значение, медленно разрушался. Крепостные стены и башни без покрытия подвергались многократному промерзанию, и их кладка расслаивалась и обрушалась. Насыпной грунт, скопившийся с внутренней стороны стен в объёмах десятков тысяч кубометров, местами создавал слой толщиной до 12 метров; нижний участок кремля протяжённостью 250 метров был полностью разрушен, от Борисоглебской и Зачатьевской башен ничего не осталось (их фундаменты были найдены в ходе раскопок). Деформация многих сохранившихся участков дошла до катастрофических пределов и угрожала дальнейшему существованию памятника, требуя безотлагательных восстановительных работ.
Впервые проблема восстановления кремля была поднята в 1938 году в газете «Горьковский рабочий» архитектором Святославом Леонидовичем Агафоновым, который работал над генеральным планом города Горького, и сотрудником Горьковского художественного музея Михаилом Петровичем Званцевым. Впрочем, как и в случае с проектом расширения Советской площади, начавшаяся Великая Отечественная война отсрочила этот масштабный проект.
30 января 1949 года Совет министров РСФСР выпустил распоряжение о реставрации Нижегородского кремля, которое было частью плана общего благоустройства города Горького.
Реставрационно-восстановительные работы начались осенью 1949 года и проводились Республиканской специальной научно-реставрационной мастерской под руководством архитектора Игнатия Трофимова, к ним были привлечены историки, геологи, инженеры-строители. Геодезическая съёмка проводилась институтом «Гипрокоммунстрой». С 1951 года научным руководителем и автором проекта стал Святослав Агафонов. На первом этапе проходило общее обследование объекта и опытное восстановление небольшого участка стены, ещё на протяжении ряда лет шли подготовительные работы и разработка проекта реставрации, который был закончен в 1961 году. Помимо историко-архитектурных работ, предусматривались и современные средства инженерной защиты памятника, выполненные под руководством инженера В. М. Костомарова: устройство водостоков, планировка откосов, противооползневые мероприятия.
Реставрация проходила в 3 очереди и в основном была закончена к 1965 году. Четвёртой очередью началось восстановление полностью разрушенных участков, которое длилось до 1981 года:
- 1-я очередь — реставрация прясел стен, выходивших на площадь Минина и Пожарского, от Коромысловой до Георгиевской башен.
- 2-я очередь — реставрация речного фасада от Георгиевской до Тайницкой башни, за исключением нижней, полностью разрушенной части.
- 3-я очередь — реставрация западного участка вдоль Почаинского оврага, где перед этим шли масштабные подготовительные земляные работы.
- 4-я очередь — восстановление северной прибрежной части кремля, где прясла стен были полностью разрушены оползнем. В 1974 году на месте старой заново выстроена Борисоглебская башня.

Таким образом, были приведены в порядок или восстановлены все сохранившиеся стены и башни (за исключением Зачатьевской, восстановленной уже в постсоветское время), воссозданы деревянные шатры на башнях и кровли на стенах, обустроена инженерная защита. В последующее время реставрация ограничивалась частичной переоблицовкой кладки.
По результатам реставрации и связанных с этим археологических и исторических исследований, автором проекта и научным руководителем реставрации Нижегородского кремля С. Л. Агафоновым в 1976 году была издана книга «Нижегородский кремль. Архитектура, история, реставрация».
С 1973 года отмечается начало практики передачи помещений крепости под коммерческие объекты (дегустационный зал в Кладовой башне, впоследствии бар). 8 мая 1975 года в Кремле была торжественно открыта выставка «Горьковчане — фронту», посвящённая памяти трудовых подвигов горьковчан в годы Великой Отечественной войны. В 1979 году Горьковский горисполком принял решение: 

«К 35-летию Победы выставке оружия в Кремле присвоить статус мемориала. Установить на территории мемориала памятный знак „Горьковчане — фронту“».

Отправка Горьковской дивизии на фронт от Нижегородского кремля, 1941 год
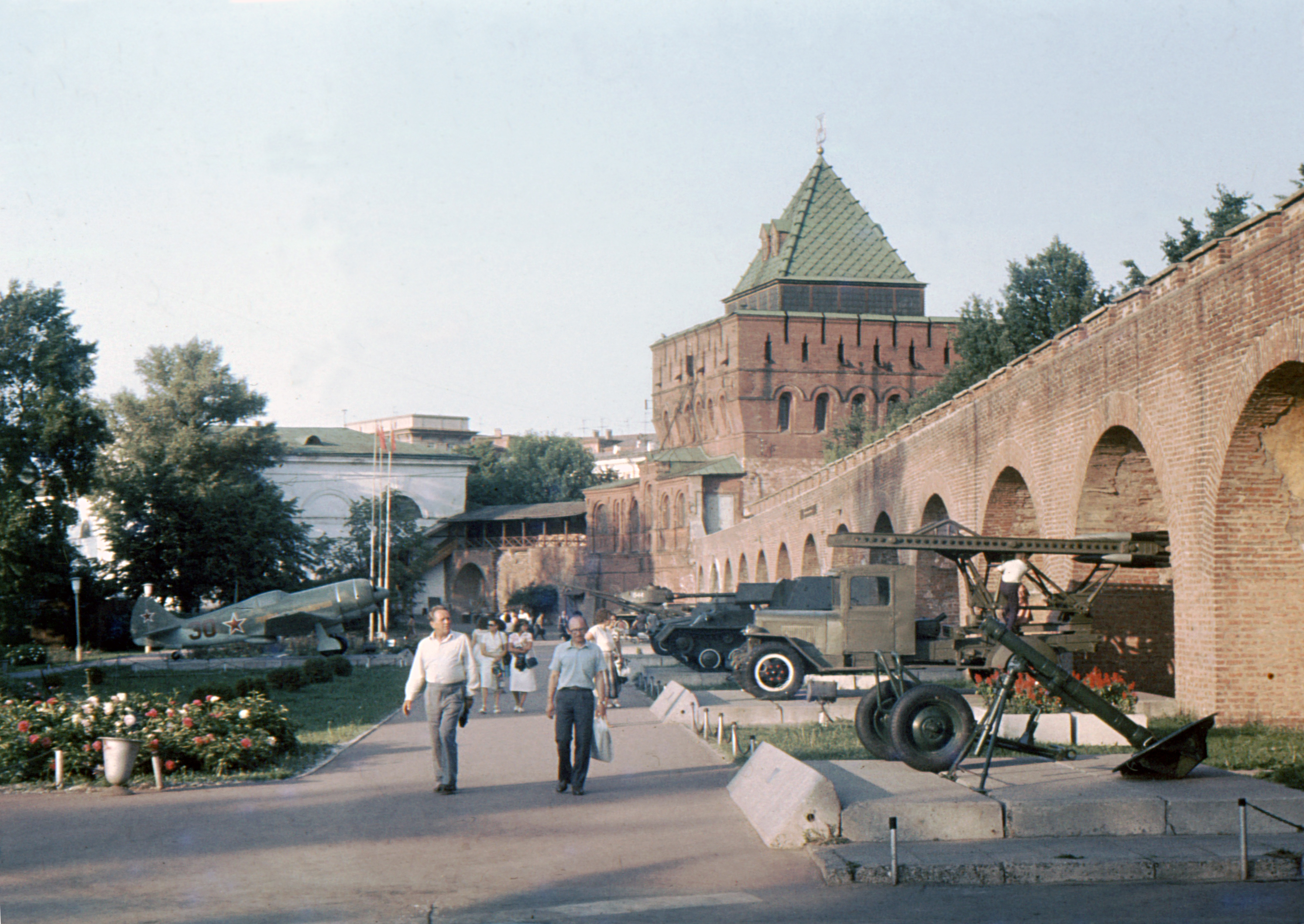
Мемориал «Горьковчане — фронту»
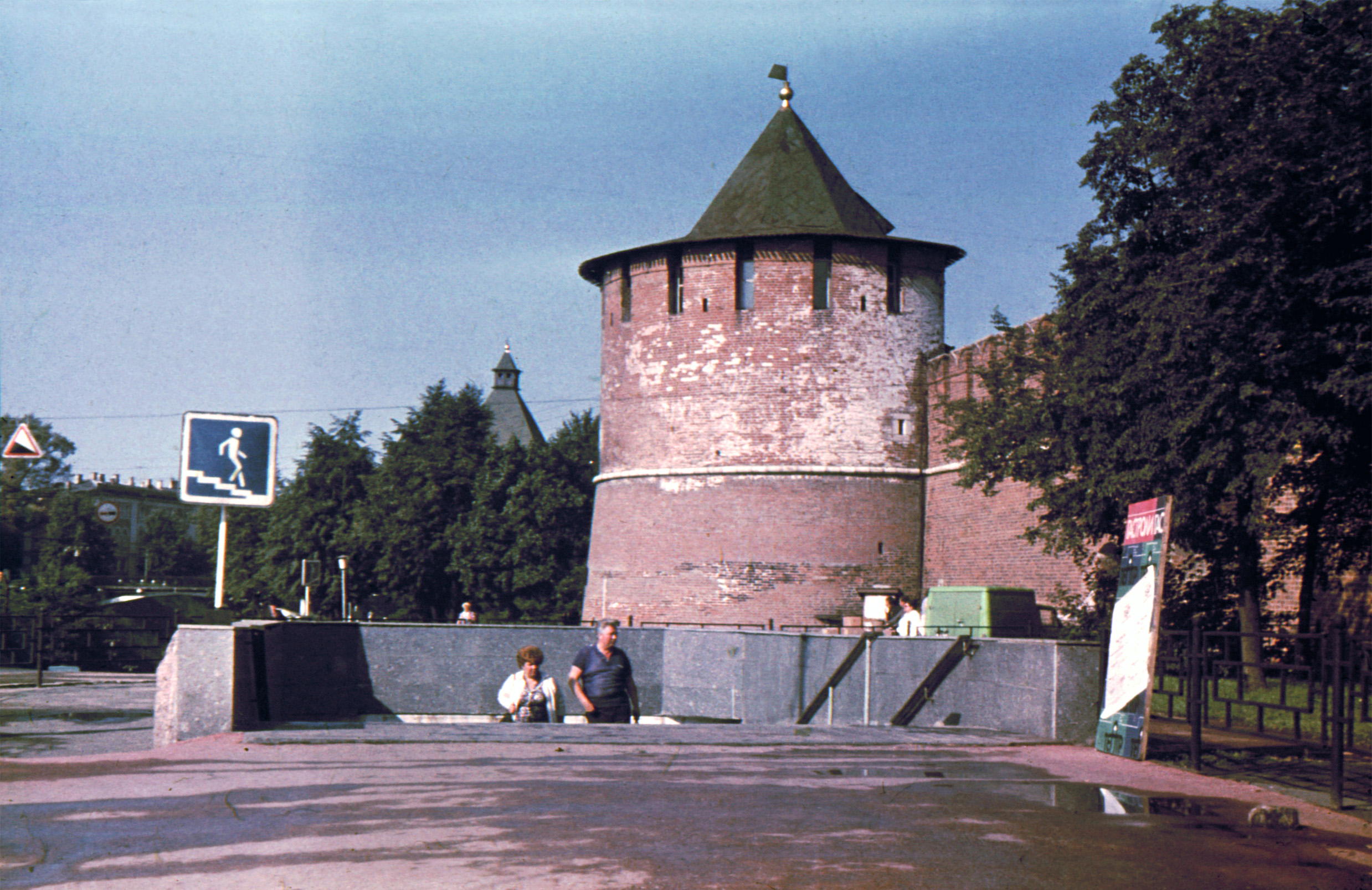
Кладовая башня
Площадь Минина и Пожарского

### Современность
После распада Советского Союза в 1991 году реставрационные работы прекратились. Около 2005 года стена Кремля в нескольких местах дала опасные трещины. Кроме того, во многих местах кирпичная кладка осыпалась, покрылась мхом и лишайником. В том же 2005 году реставрация Кремля возобновилась, однако не всё было сделано на должном уровне — имеются примеры интенсивных переделок, которые существенно исказили облик крепости.
Использование фортификации в качестве экскурсионного объекта в последние десятилетия также только ухудшалось. Это является следствием заброшенности и нецелевого использования объектов. Так, малые ворота в прясле между Тайницкой и Северной башнями были замурованы без следа изнутри и заперты на замок снаружи. Целые башни занимали сторонние организации: хозяйственная служба, пост Вечного огня, клуб реконструкторов. Во множестве ниш кремлёвской стены (между Кладовой и Никольской башнями, а также около Арсенала) было проведено остекление и открыты торговые павильоны для продажи сувениров, названные «Городом мастеров». До 2020 года сувенирные лавки также находились в проезде Дмитриевской башни.
Также оборудовались бары и кафе. Из них старейшее — это кафе «Град камен», пристроенное к Дмитриевской башне со стороны площади Минина и Пожарского, а позже — бар «Подкова» в заложенной нише стены около башни (ныне не существуют). В одной из ниш «Города мастеров» появилось кафе «Губернское», а после ликвидации «Подковы» — кафе в нише около Арсенала, вместо сувенирной лавки. Кладовая башня ещё в 1970-е годы была отдана сначала под дегустационный зал, а затем под бар, занявший и перестроивший также и часть стены около него.
В 2012 году было осуществлено воссоздание Зачатской башни, после которого кольцо кремлёвских стен стало замкнутым. Вместе с тем, на территории Кремля, рядом с существующим Законодательным собранием Нижегородской области, построено ещё одно правительственное здание.
Реконструкция Кремля к 800-летию Нижнего Новгорода стала одним из самых масштабных проектов юбилея. Были проведены работы по восстановлению стен кремля, укреплению склонов с помощью 3290 свай. На аварийных участках использовались самые большие сваи глубиной до 25 метров и диаметром 670 миллиметров. В стенах древней крепости появился круговой маршрут (так называемый боевой ход) общей протяжённостью более 2 километров и с перепадом высот 82 метра. Нижегородский кремль — единственный в стране, где можно полностью обойти все стены и башни.
В пяти башнях Нижегородского кремля — Дмитриевской, Никольской, Зачатской, Северной и Ивановской — действуют музейные экспозиции. Задействовано более 2000 оригинальных предметов из собрания Историко-архитектурного музея-заповедника. Ещё на четырёх башнях (Тайницкой, Часовой, Борисоглебской, Георгиевской) оборудованы смотровые площадки. На территории кремля появилась большая детская площадка. Исторический облик вернули Ивановскому съезду — первой улице города.

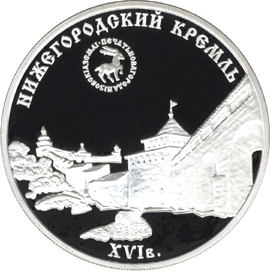
Нижегородский кремль (XVI век) — серебряная памятная монета Банка России
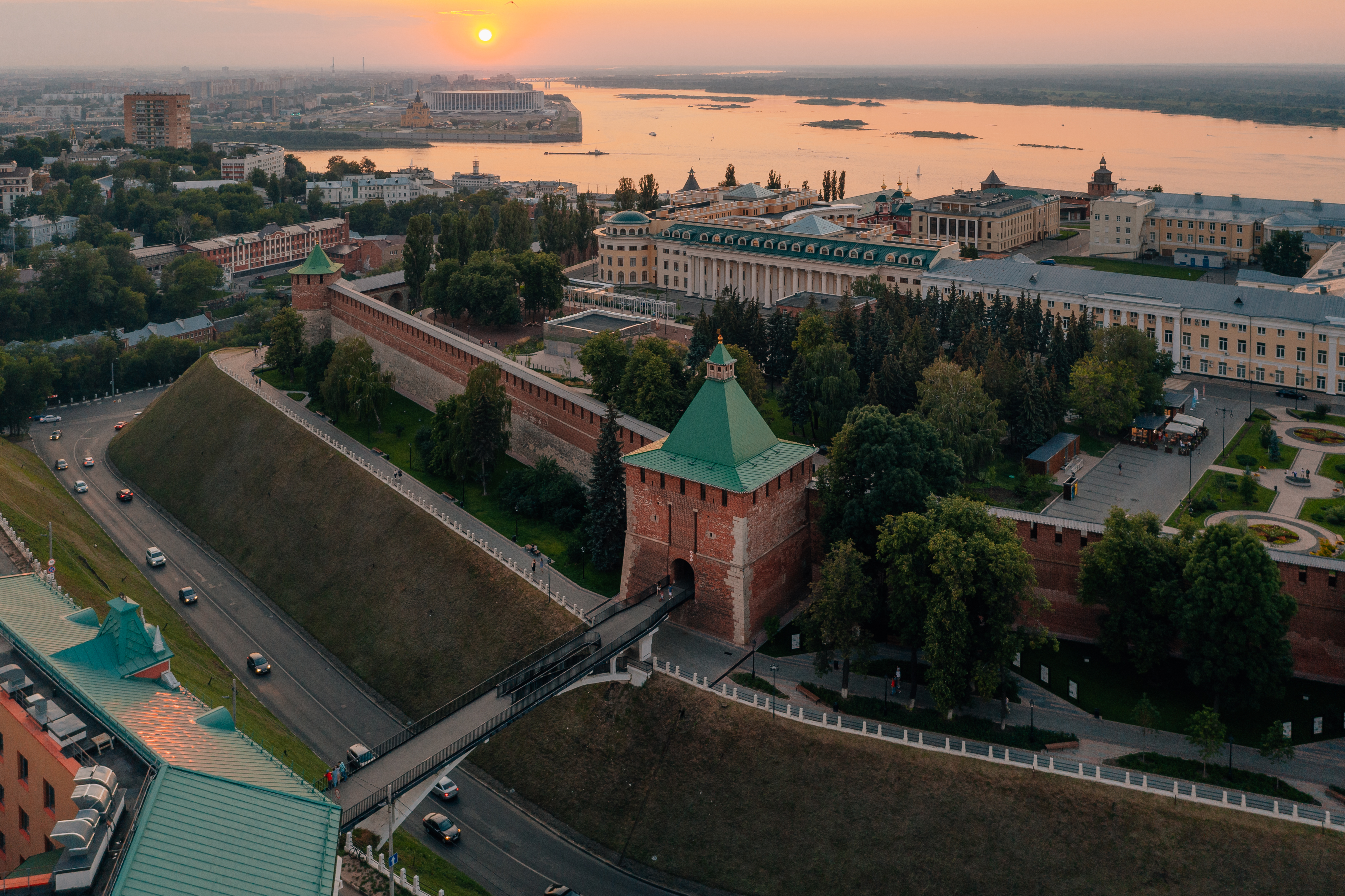
Вид на Коромыслову и Никольскую башни Кремля
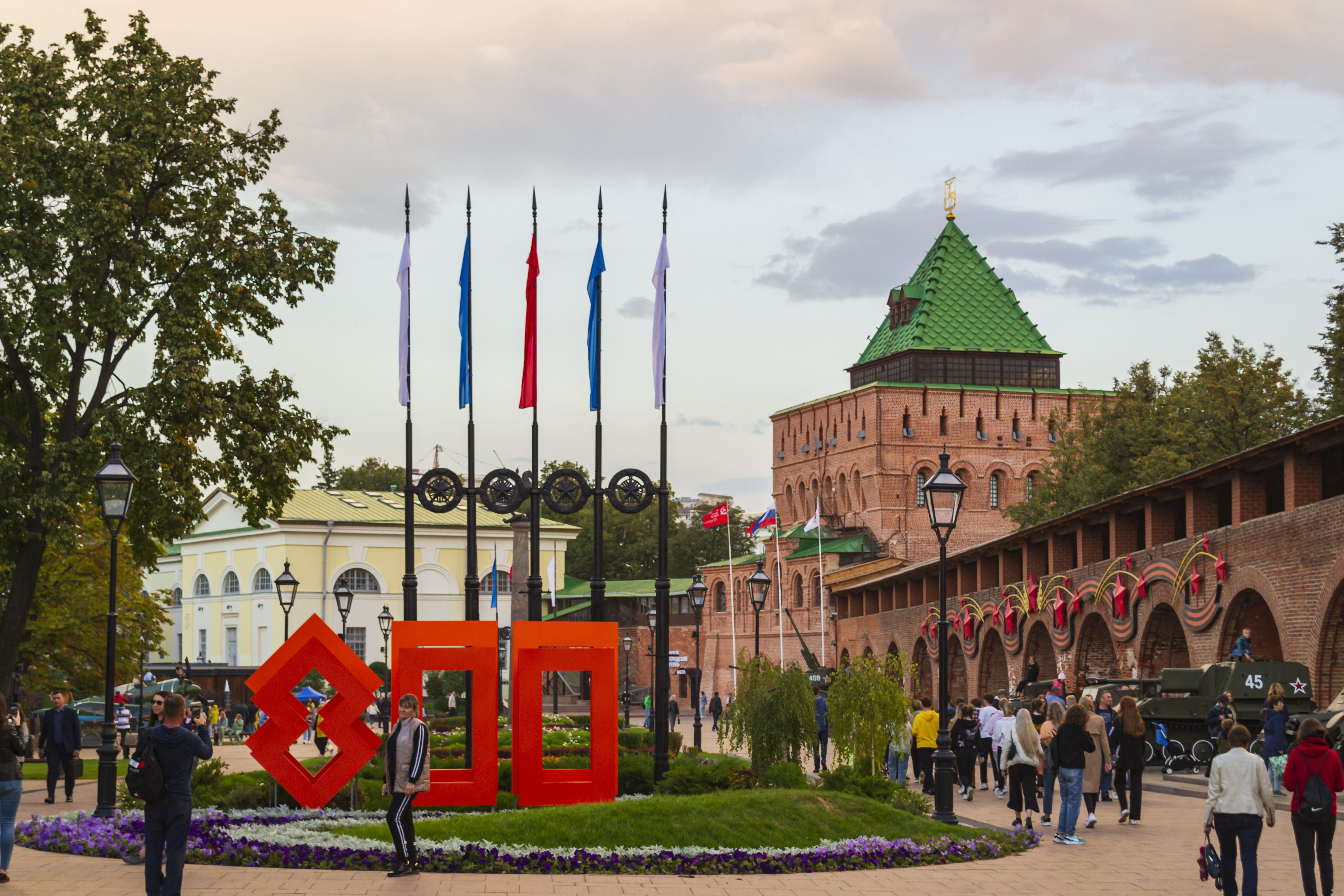
Мемориал «Горьковчане — фронту»
Памятник горьковчанам — доблестным труженикам тыла
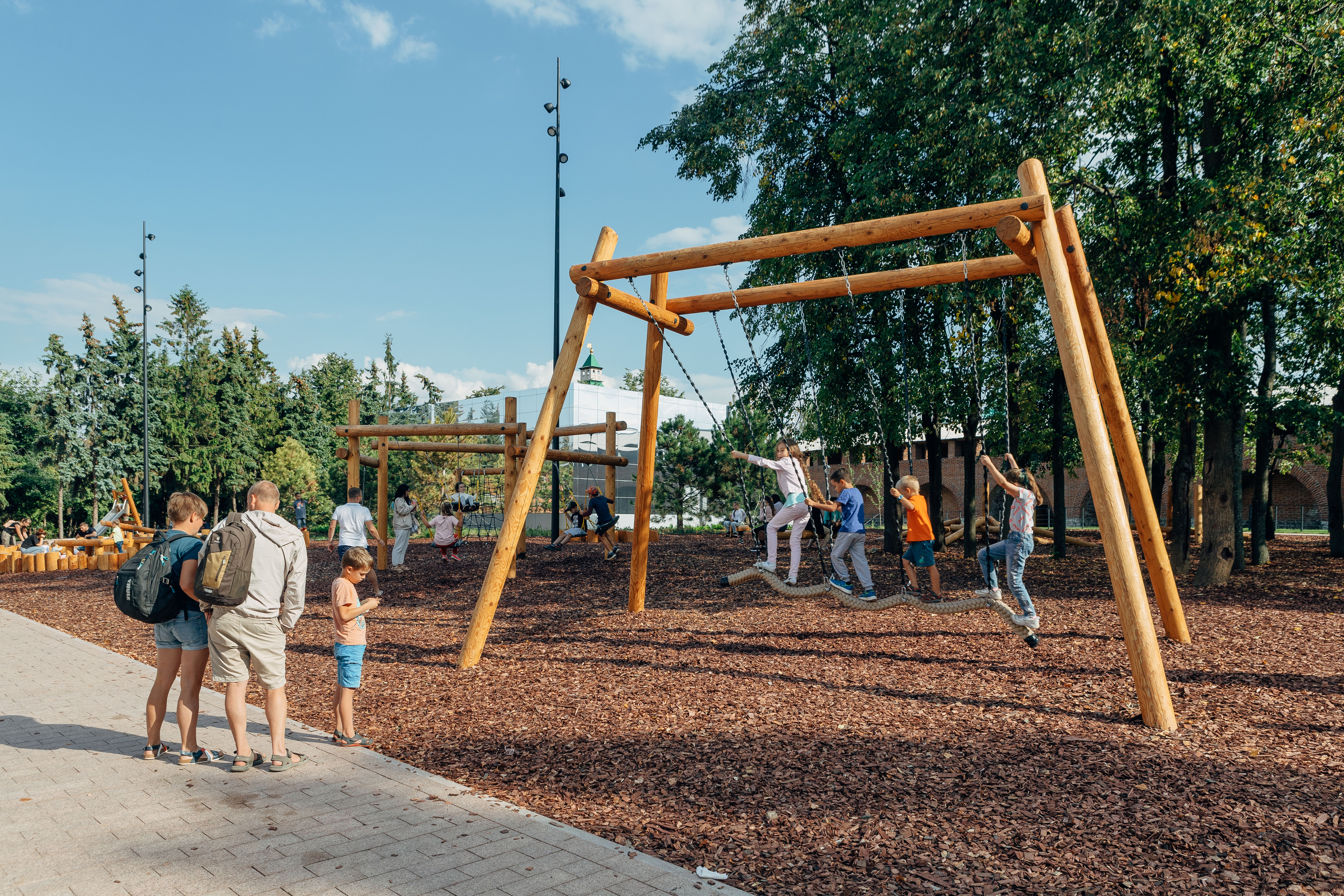
Детская площадка в Нижегородском кремле

## Архитектура Кремля

### Башни Нижегородского кремля

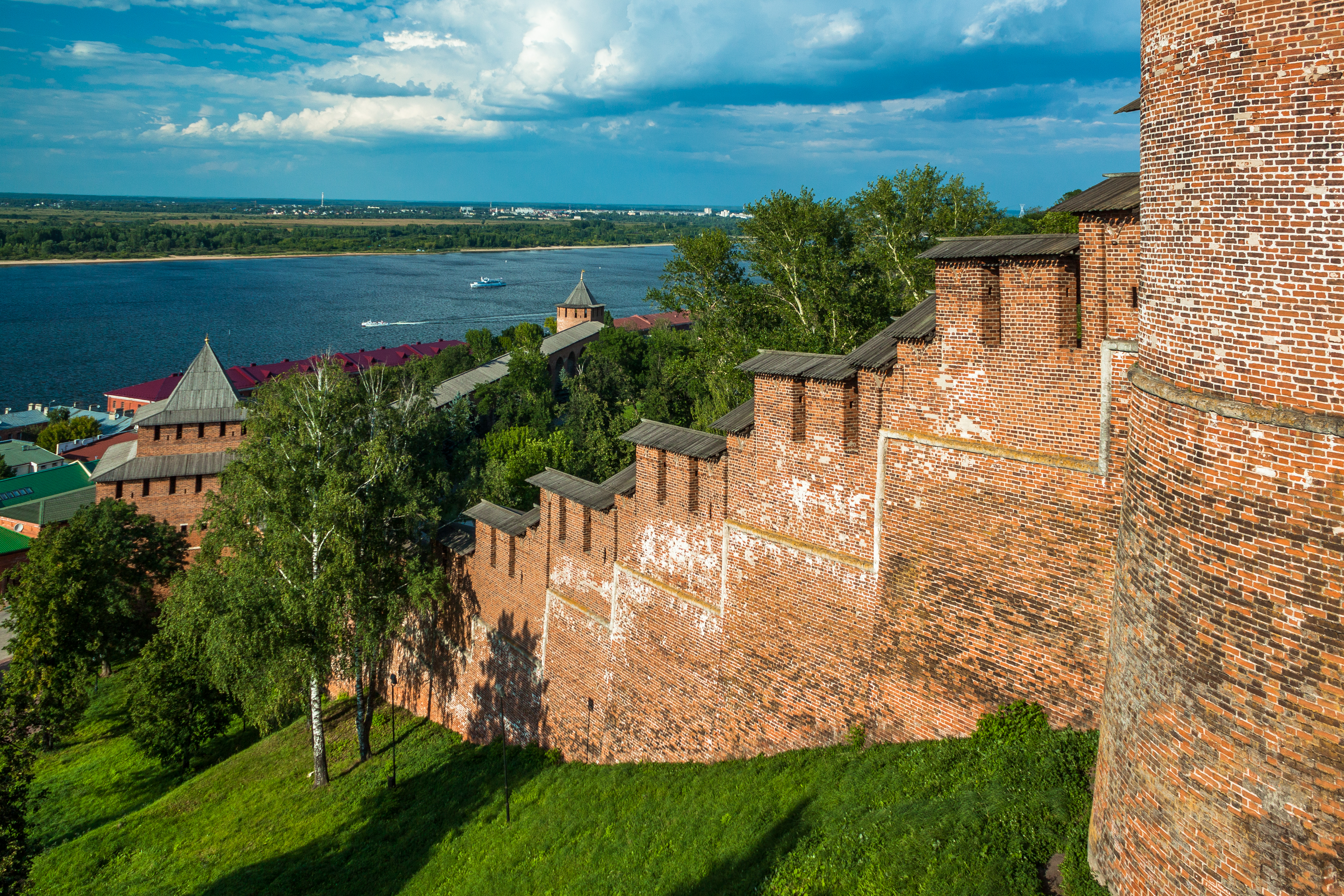
Крепостная стена Нижегородского кремля

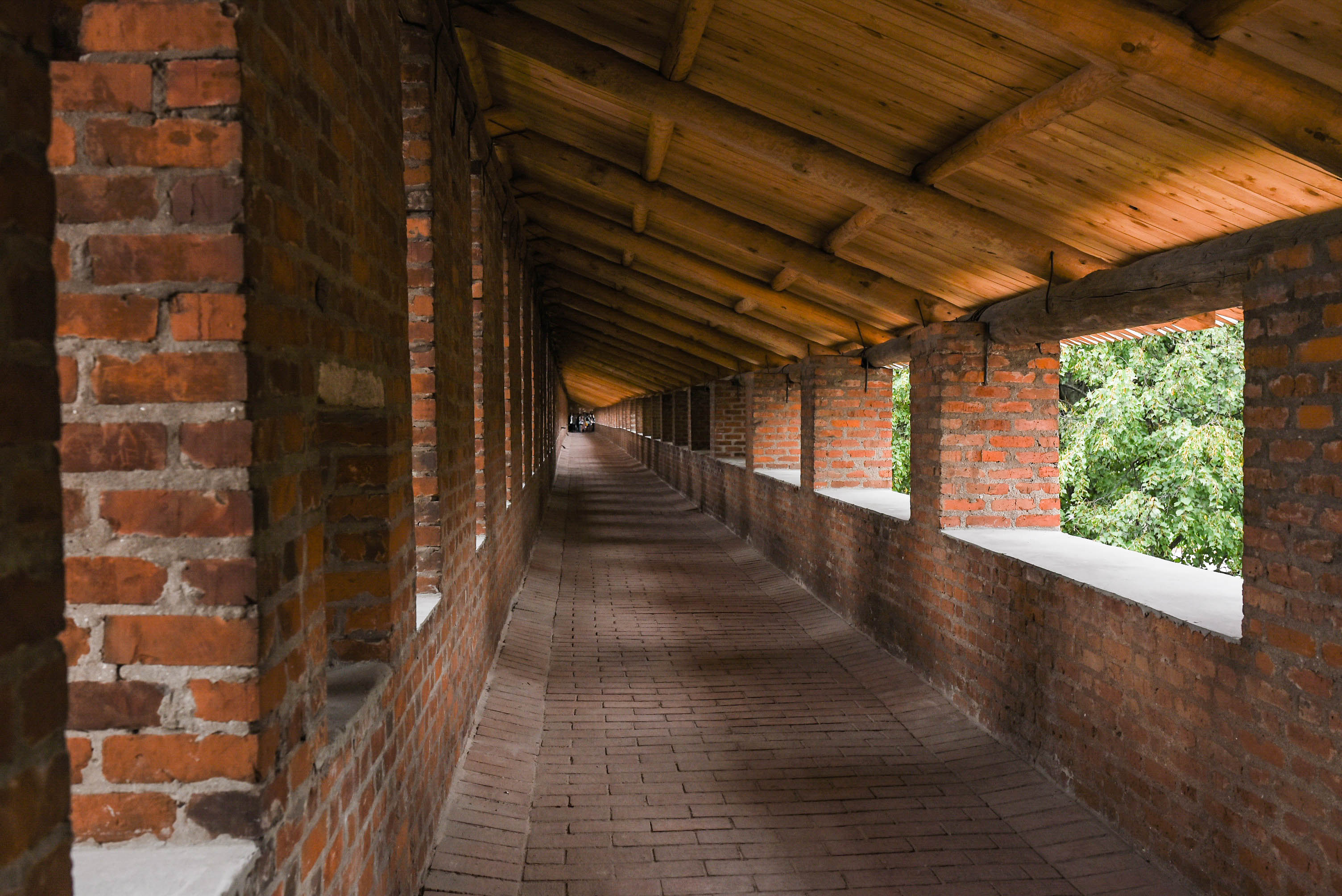
Боевой ход в Нижегородском кремле

К настоящему времени сохранились или были восстановлены все 13 башен кремля. Против часовой стрелки:
1. Георгиевская башня — названа по соседству с посадской Георгиевской церковью. Квадратная 4-ярусная башня, до XVII века — с подъёмным мостом[21].
2. Борисоглебская башня — названа по имени церкви в честь святых Бориса и Глеба, стоявшей ниже кремля, у берега Волги. К 1622 году была заново перестроена. В результате постоянных подвижек грунта башня разрушилась, и была окончательно разобрана в 1785 году. В 1966 году были откопаны остатки Борисоглебской башни, а в 1972—1974 годах башня была вновь возведена на первоначальном месте.
3. Зачатьевская (Зачатская) башня — названа по располагавшемуся рядом Зачатьевскому монастырю. Иногда упоминается как Живоносовская башня (по церкви и монастырю в честь Живоносного источника) или Белая (по аналогии с соседней). Двухъярусная прямоугольная башня с воротами. Разрушена оползнем в XVIII веке, восстановлена в 2012 году[22]. В наше время в Зачатской башне организовано выставочное пространство.
4. Белая башня — названа по белокаменной облицовке нижней части наружного фасада. Более позднее название XVII—XVIII века — Симеоновская, по Симеоновскому монастырю, находившемуся рядом с ней внутри кремля. Круглая 4-ярусная башня.
5. Ивановская башня — названа по соседству с посадской церковью Иоанна Предтечи. В наше время в башне размещена одна из экспозиций НГИАМЗ.
6. Часовая башня — названа по установленным на ней в XVI веке часам, впоследствии утраченным и воссозданным лишь в 2024 году. В 1836 году, при повторном посещении Нижнего Новгорода, император Николай I, отличавшийся эксцентричностью, предписал устроить в Часовой и Северной башнях комфортабельные покои для себя и императрицы, объяснив это тем, что через двадцать лет собирается отказаться от короны и переехать в город для проживания. Башни спешно переименовали в Николаевскую и Александровскую[23].
7. Северная башня — названа по своему северному положению относительно других кремлёвских башен; также была известна, как Ильинская из-за нахождения напротив посадской церкви Ильи Пророка в Започаинье.
8. Тайницкая башня — названа по «тайному ходу» в стене около неё к речке Почайне. Именовалась также Мироносицкой — по церкви Жён-Мироносиц на другой стороне Почаинского оврага, — и На Зелене — в овраге под башней был «зелейный двор» — пороховой завод с водяной мельницей, также Почаинской.
9. Коромыслова башня — названа по якобы похороненной под ней легендарной девушке с коромыслом.
10. Никольская башня — названа по соседству с посадской церковью Николая Чудотворца, стоявшей на противоположной стороне рва. В башню ведёт пешеходный мост над Зеленским съездом, построенный в 1980-е годы. В наше время в башне размещена одна из экспозиций НГИАМЗ.
11. Кладовая башня — служила складским местом. Также называлась Круглой, Цейхгаузной (цейхгауз — с нем. — «военная кладовая») и Алексеевской — рядом находилась Алексеевская церковь.
12. Дмитриевская (Дмитровская) башня — названа по имени великого князя нижегородского Дмитрия Константиновича. По другой версии, название связано с церковью во имя святого великомученика Димитрия Солунского, построенной князем Дмитрием перед башней в 1378 году[24]. Впервые упоминается в 1372—1374 годах, считаясь самой старой башней, но современный облик получила в 1895 при приспособлении под Художественный музей (в настоящее время в ней расположен выставочный зал). На ней установлен герб города и надвратная икона канонизированного основателя города, князя Юрия Всеволодовича.
13. Пороховая башня — использовалась для хранения пороха и других боеприпасов. Более поздние названия — Спасская (находилась рядом со Спасо-Преображенским собором) и Стрелецкая (рядом со стрелецкой слободой). Круглая 4-ярусная башня. Фронтальных бойниц в нижних ярусах нет, то есть башня играет роль капонира для ведения подошвенного огня вдоль прилегающих крепостных стен.

Фотографии башен:
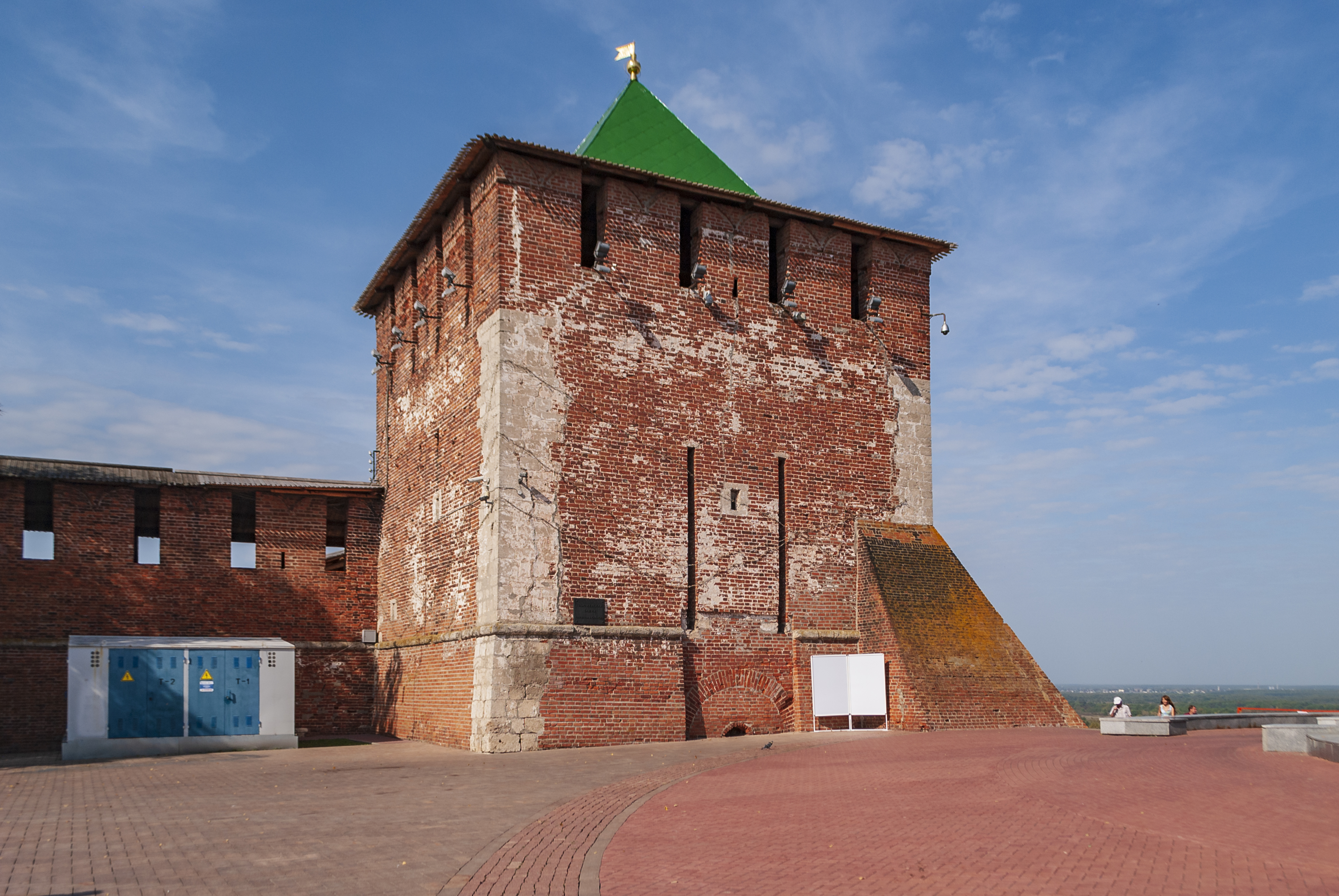
Георгиевская башня
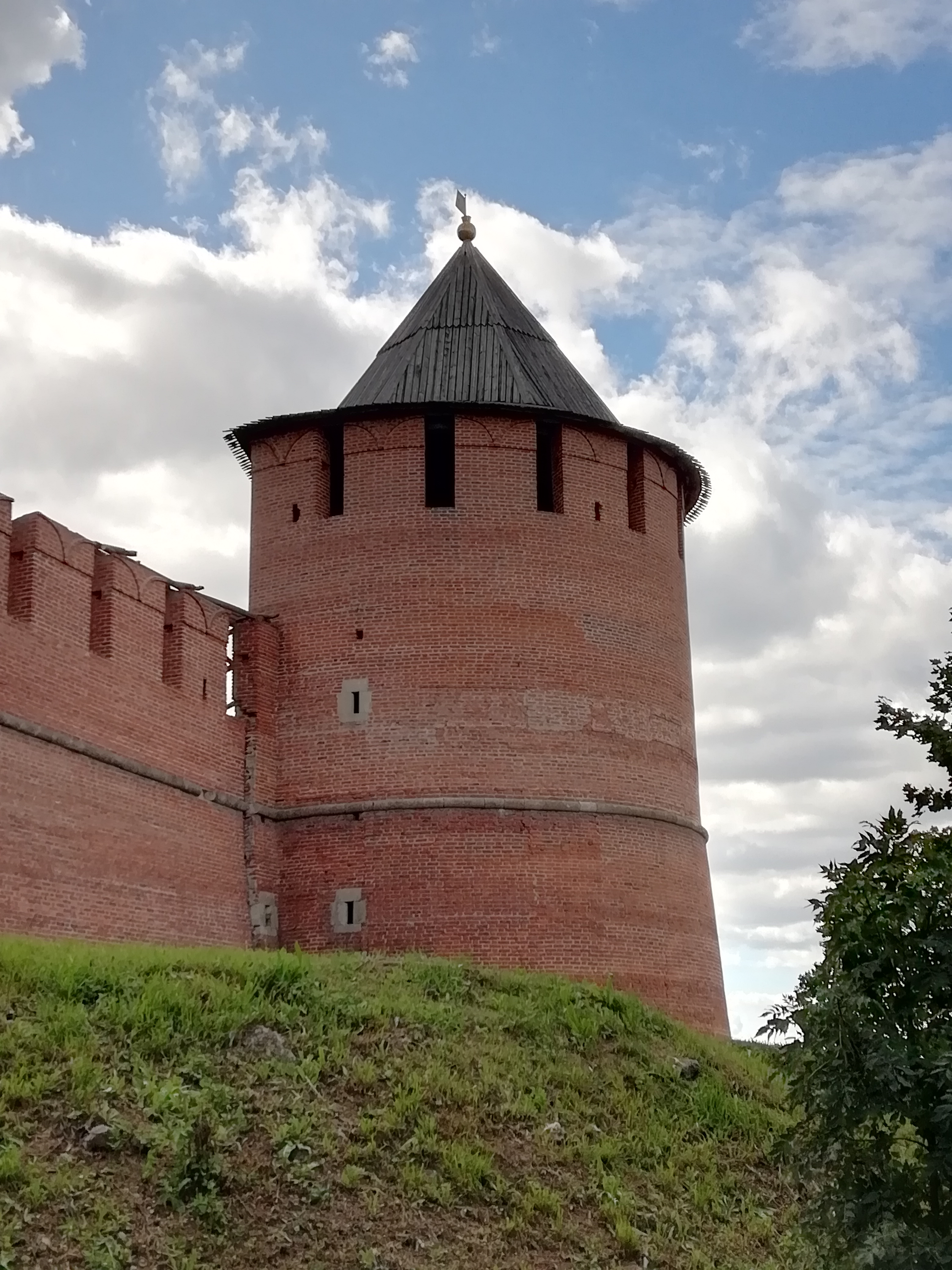
Борисоглебская башня
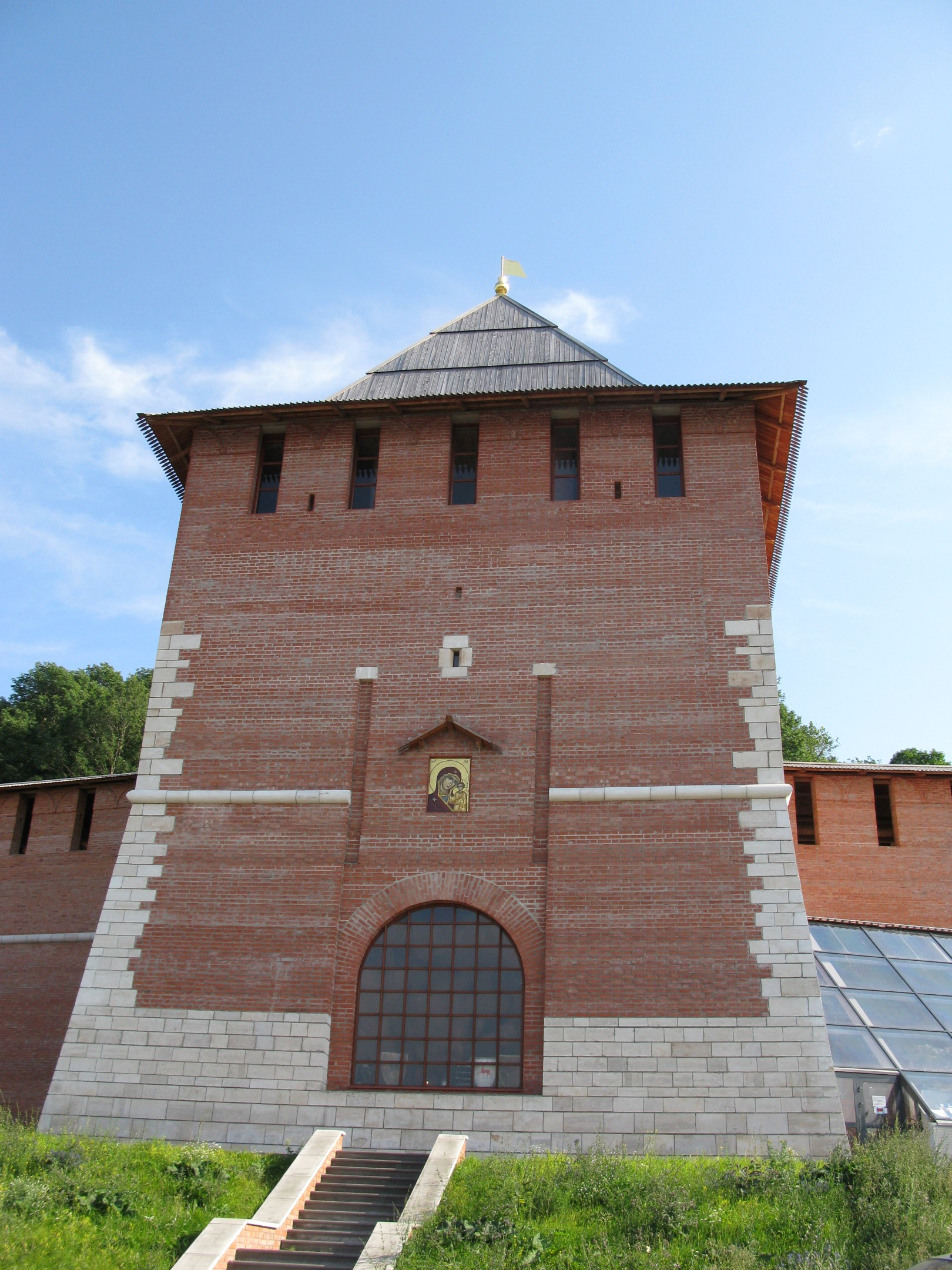
Зачатьевская (Зачатская) башня
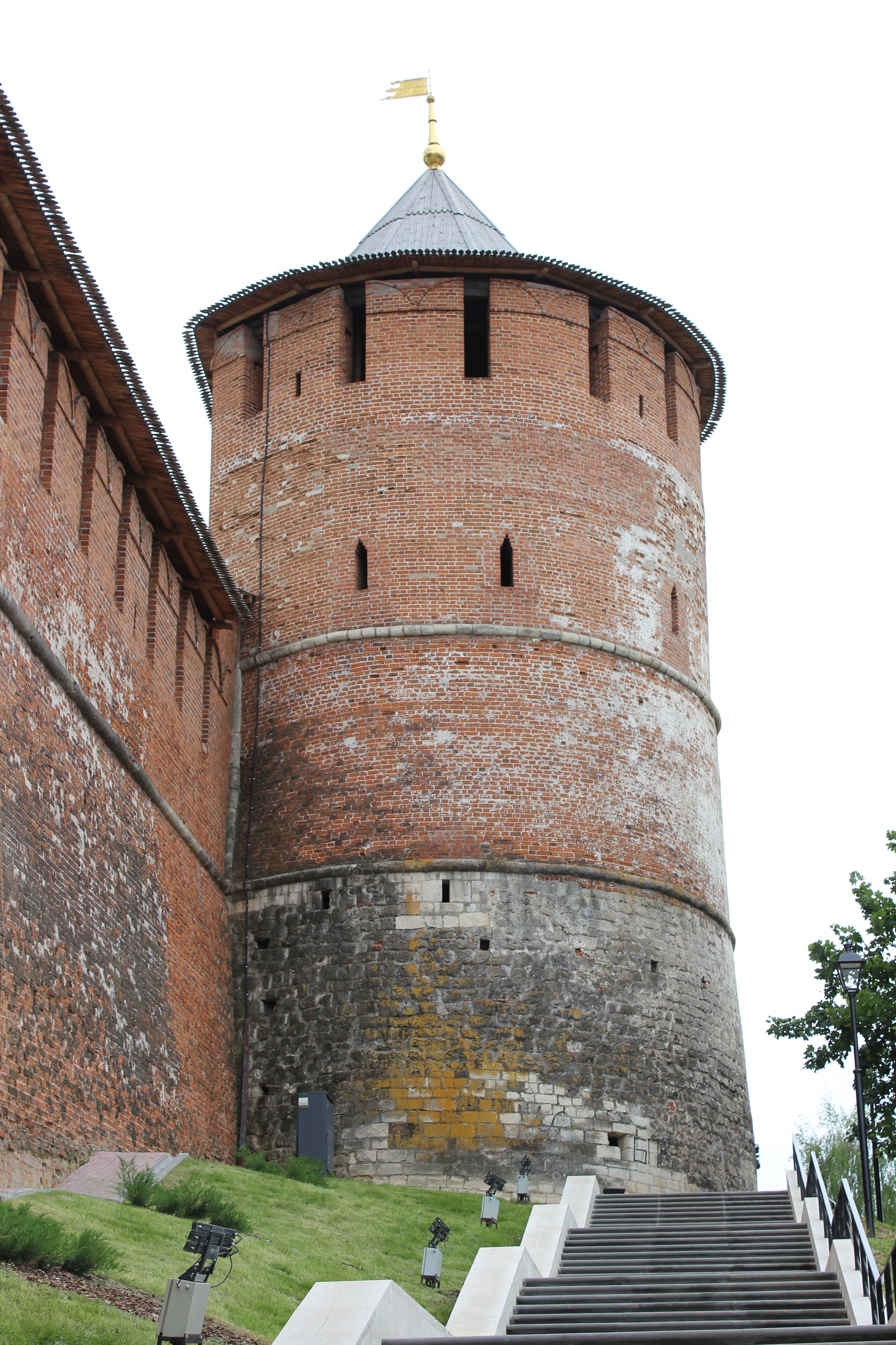
Белая (Симеоновская) башня
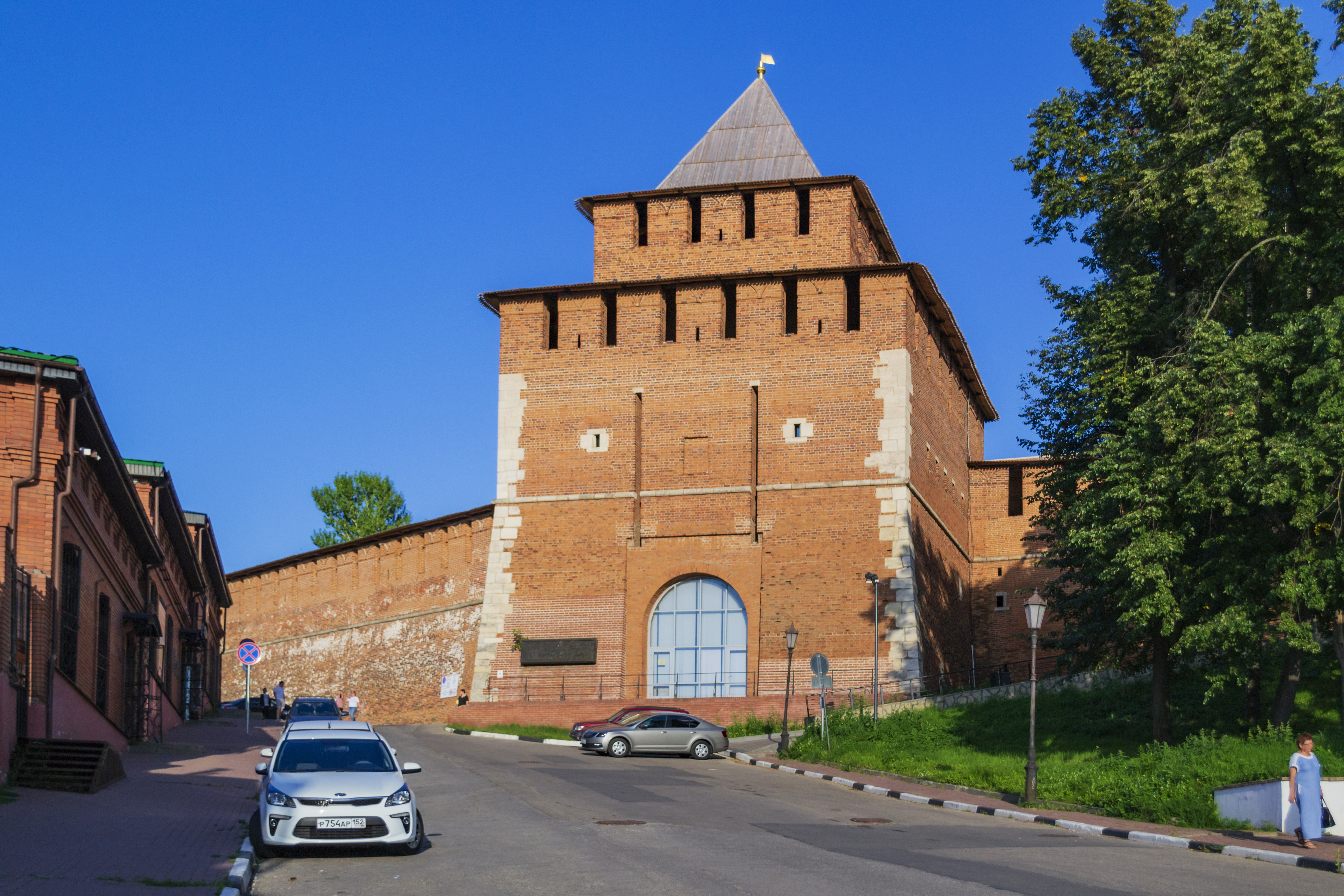
Ивановская башня
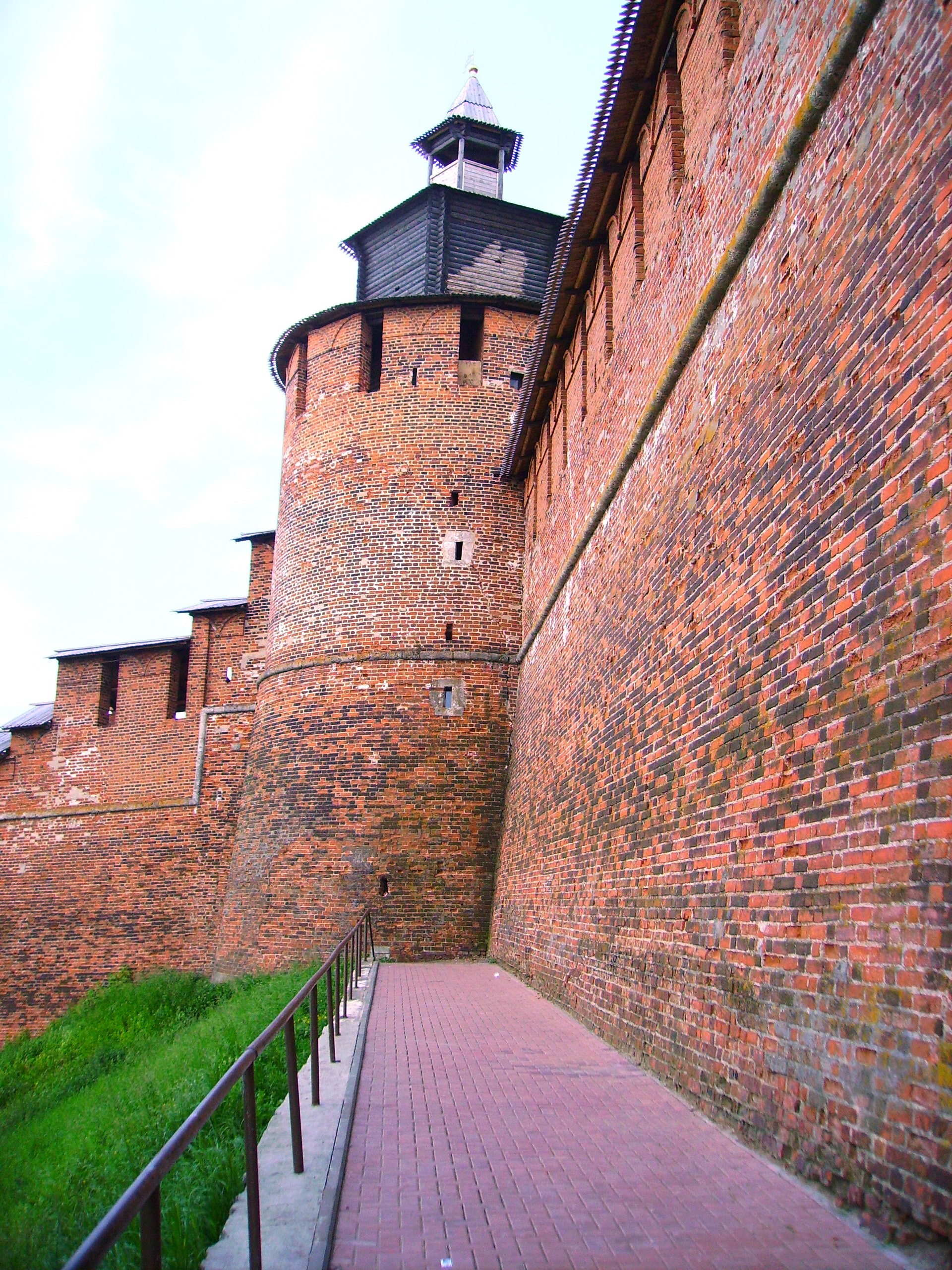
Часовая башня
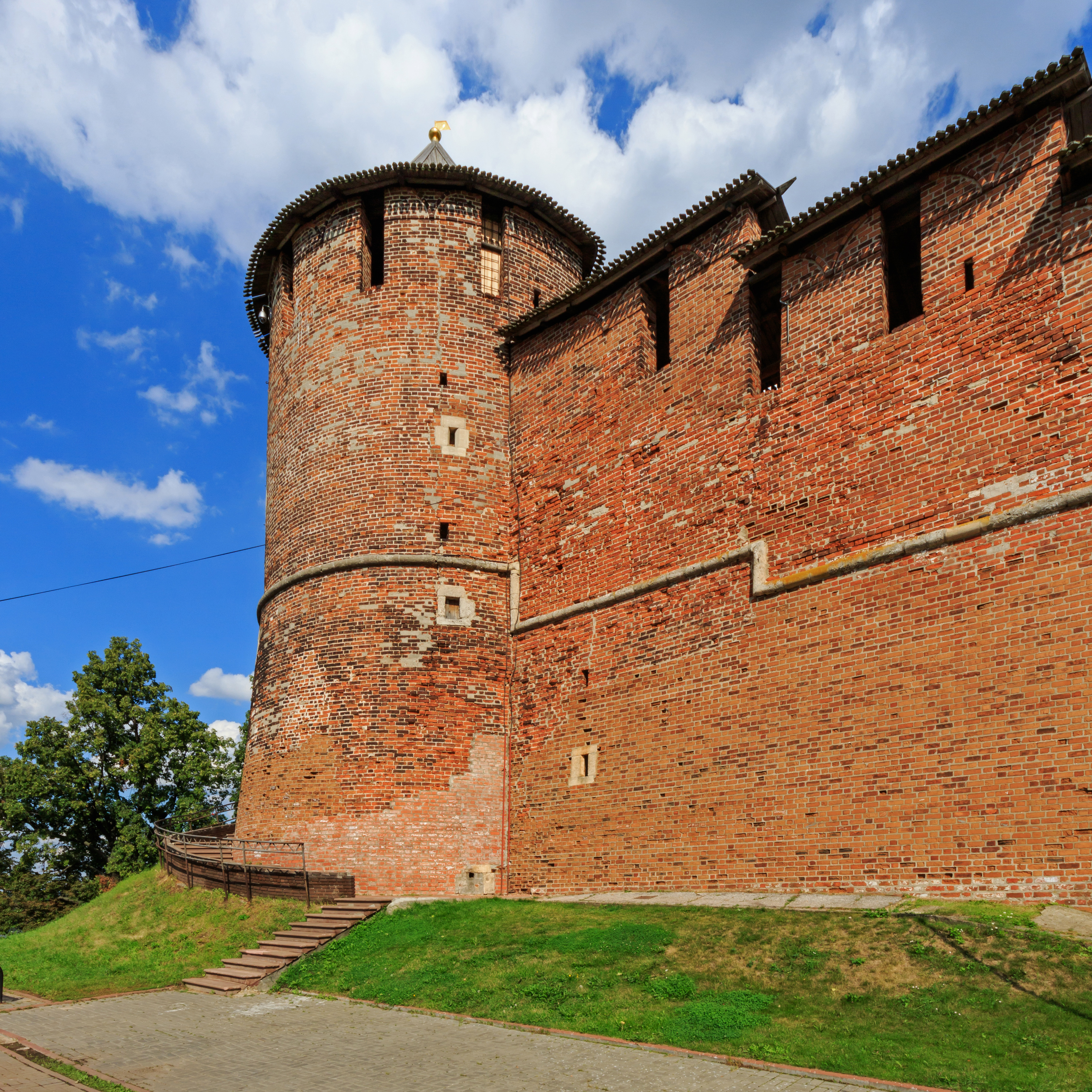
Северная (Ильинская) башня
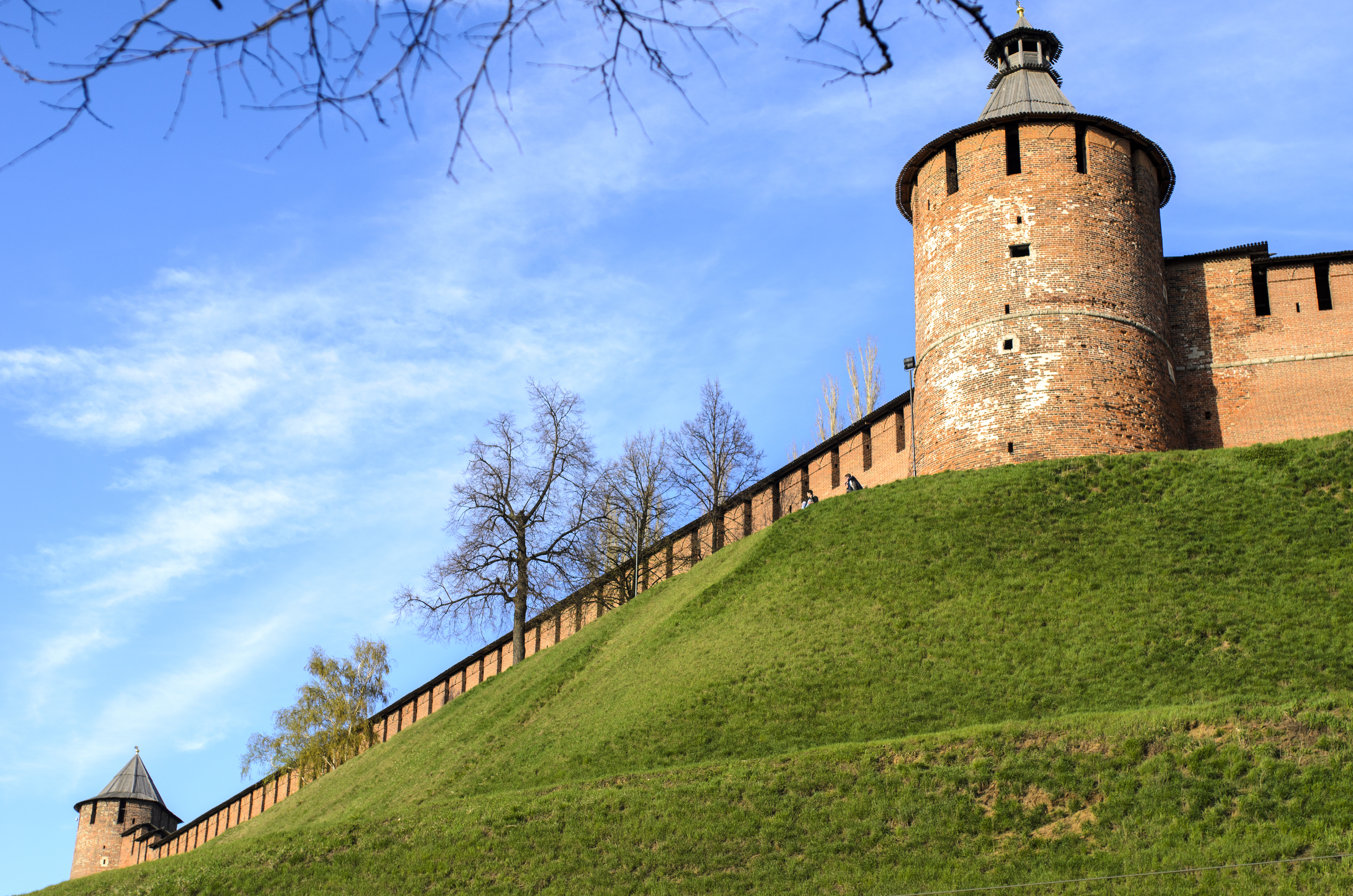
Тайницкая (Мироносицкая) башня
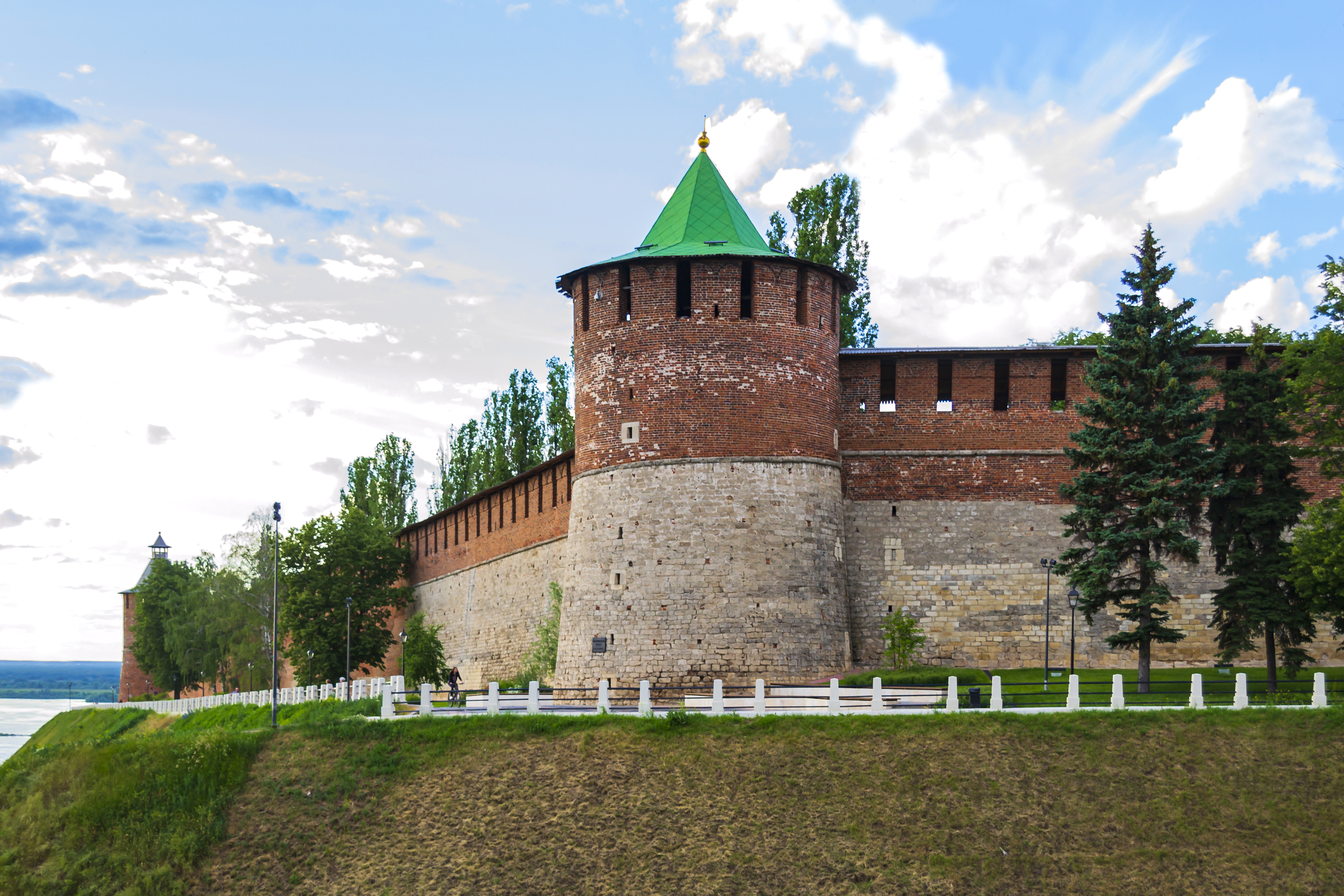
Коромыслова башня
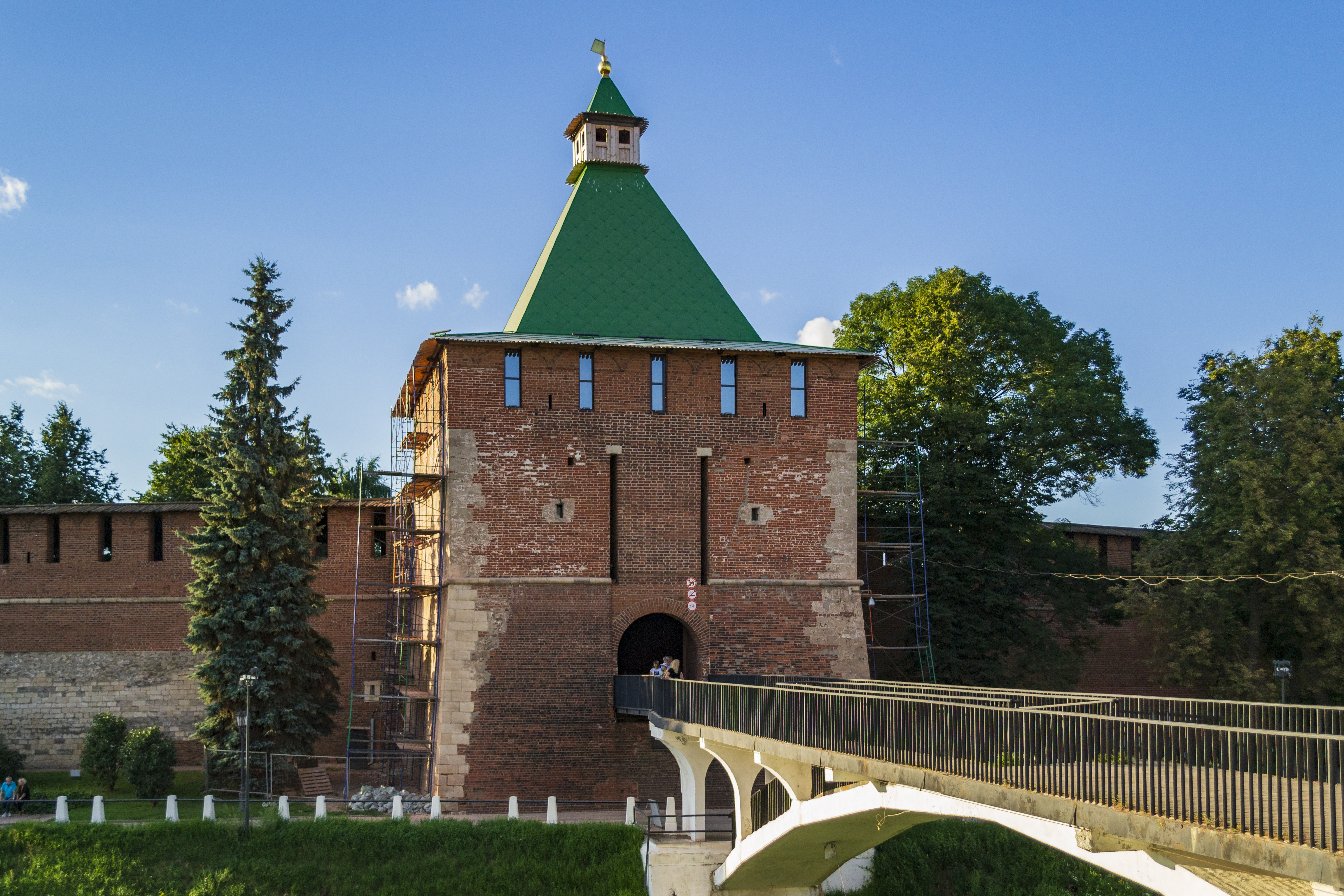
Никольская башня
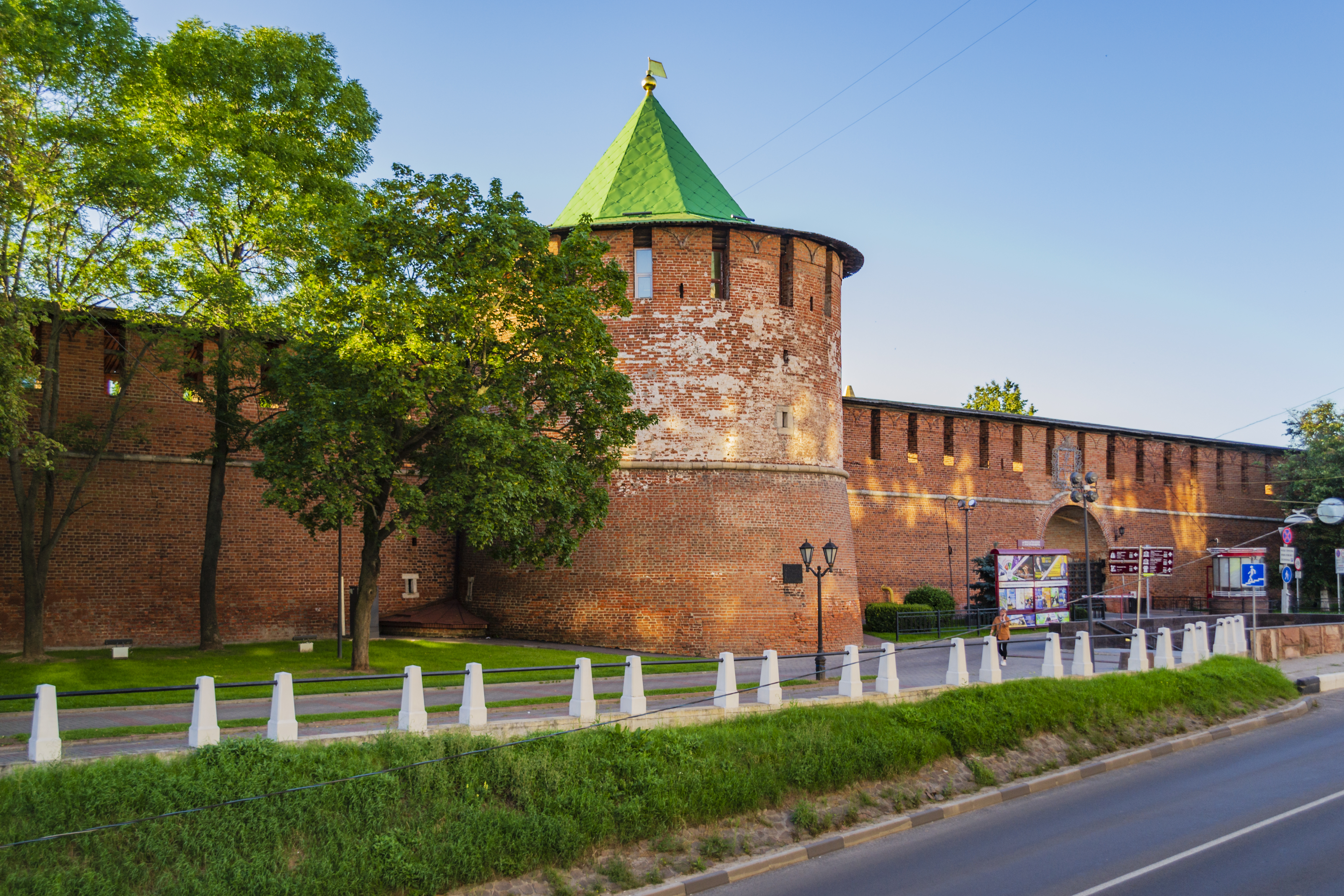
Кладовая (Алексеевская) башня
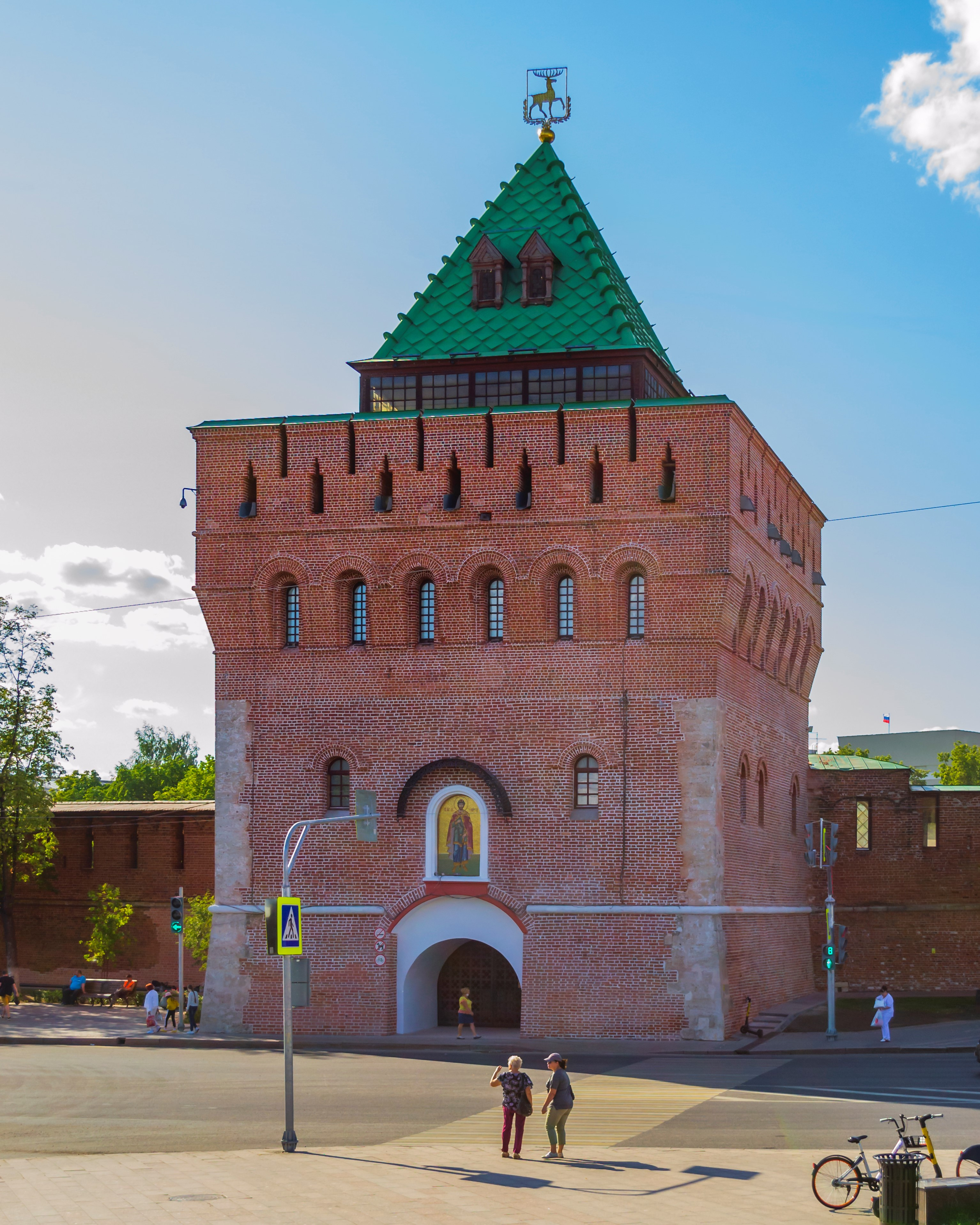
Дмитриевская (Дмитровская) башня
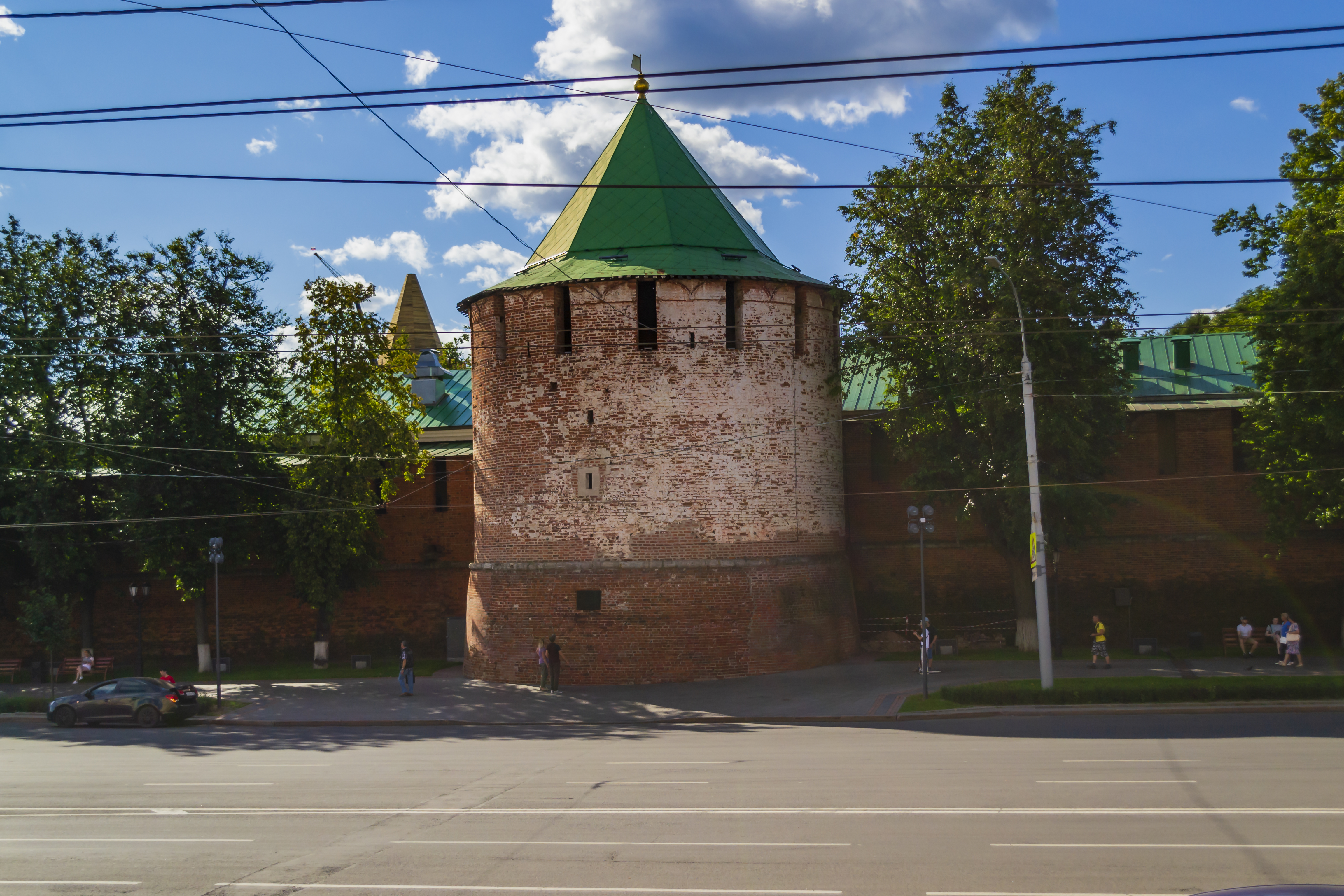
Пороховая (Спасская) башня

### Храмы Нижегородского кремля
На территории Нижегородского кремля находилось множество храмов, однако к XXI веку сохранился лишь Михайло-Архангельский собор, построенный не позднее середины XVI века и перестроенный в 1628—1631 годах — древнейшее из сохранившихся в кремле зданий. В соборе находится могила Кузьмы Минина.
В 2020—2021 годах, к 800-летию Нижнего Новгорода, была восстановлена церковь святого Симеона Столпника, располагавшаяся в северной части кремля и снесённая в 1928 году. Воссозданию церкви предшествовали археологические раскопки, в ходе которых (в октябре 2018 года) на данном участке были обнаружены остатки средневекового поселения и кладбища, насчитывающего около 900 захоронений. Самый древний культурный слой относится к 1221 году, когда был основан Нижний Новгород. Найденные предметы были музеефицированы, а прах перезахоронен в специальную костницу, размещённую в алтаре храма.
12 июня 2021 года при участии Преосвященных архиереев Нижегородской митрополии и представителей светской власти была торжественно открыта заново отстроенная колокольня утраченного Спасо-Преображенского собора. Звонница высотой в 51,5 метра воссоздана в историческом облике XVIII века. Ярус звона также выполняет функцию смотровой площадки. Подняться наверх можно на лифте — редкость для подобных строений.
Утраченные храмы
- Спасо-Преображенский кафедральный собор (разрушен в 1929—1930 годах)
- Военный собор Успения Пресвятой Богородицы (разрушен в 1929 году)
- Церковь Сошествия Святого Духа (разобрана в 1845 году)
- Воскресенская соборная церковь (разобрана в 1780-е годы)
- Скорбященский собор — тёплый (зимний) собор в честь иконы Божией Матери Всех Скорбящих Радость при кафедральном Спасо-Преображенском соборе. Находился к северо-востоку от последнего. Представлял собой вытянутое узкое здание чуть более 38 метров длиной. Построен в 1745 году. Разобран в сентябре 1841 года[30].

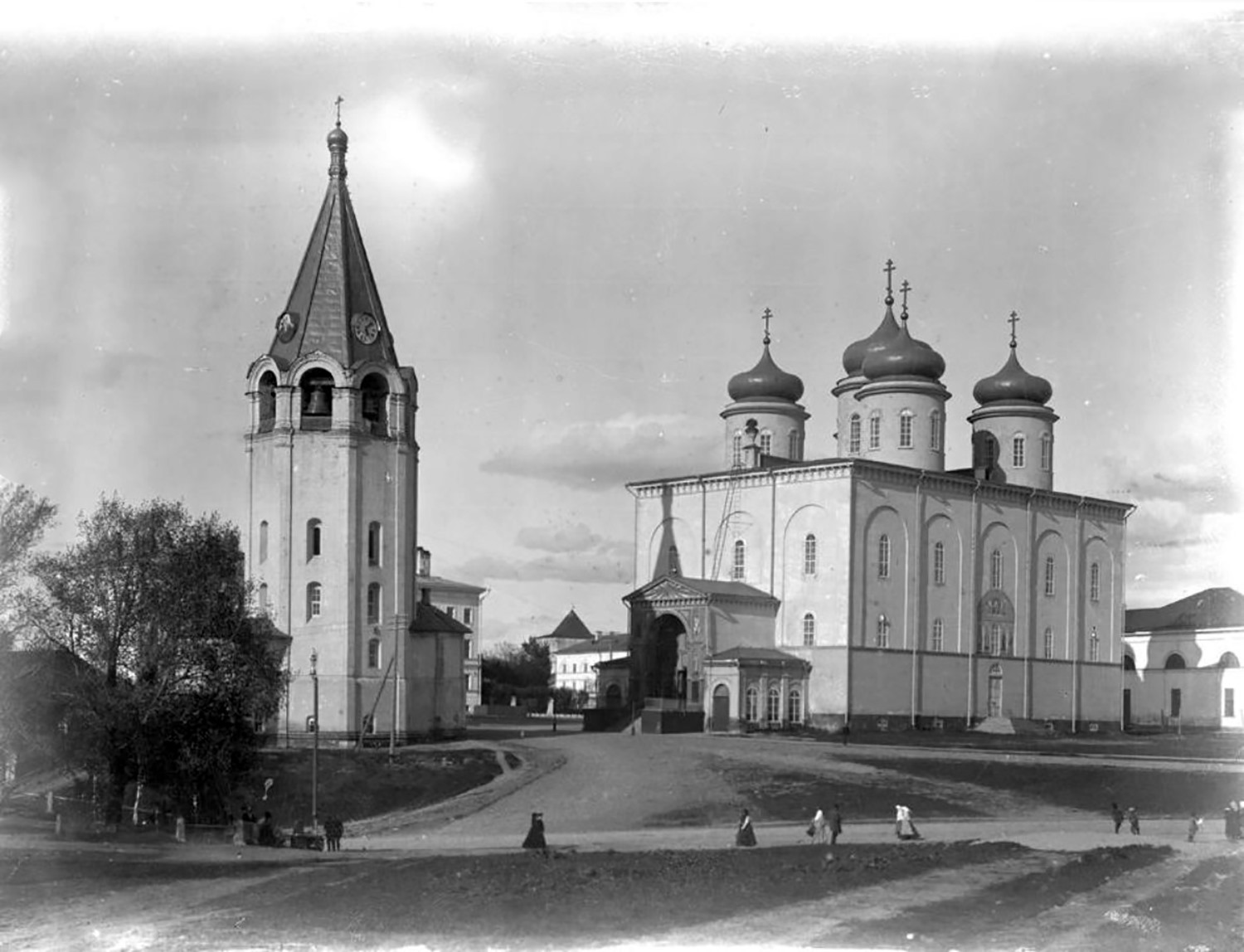
Спасо-Преображенский кафедральный собор
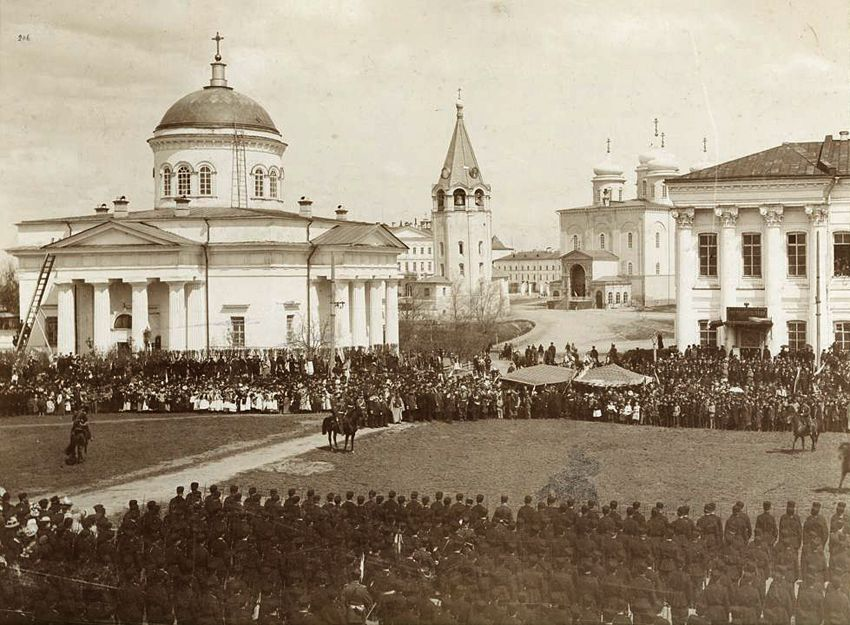
Успенский собор
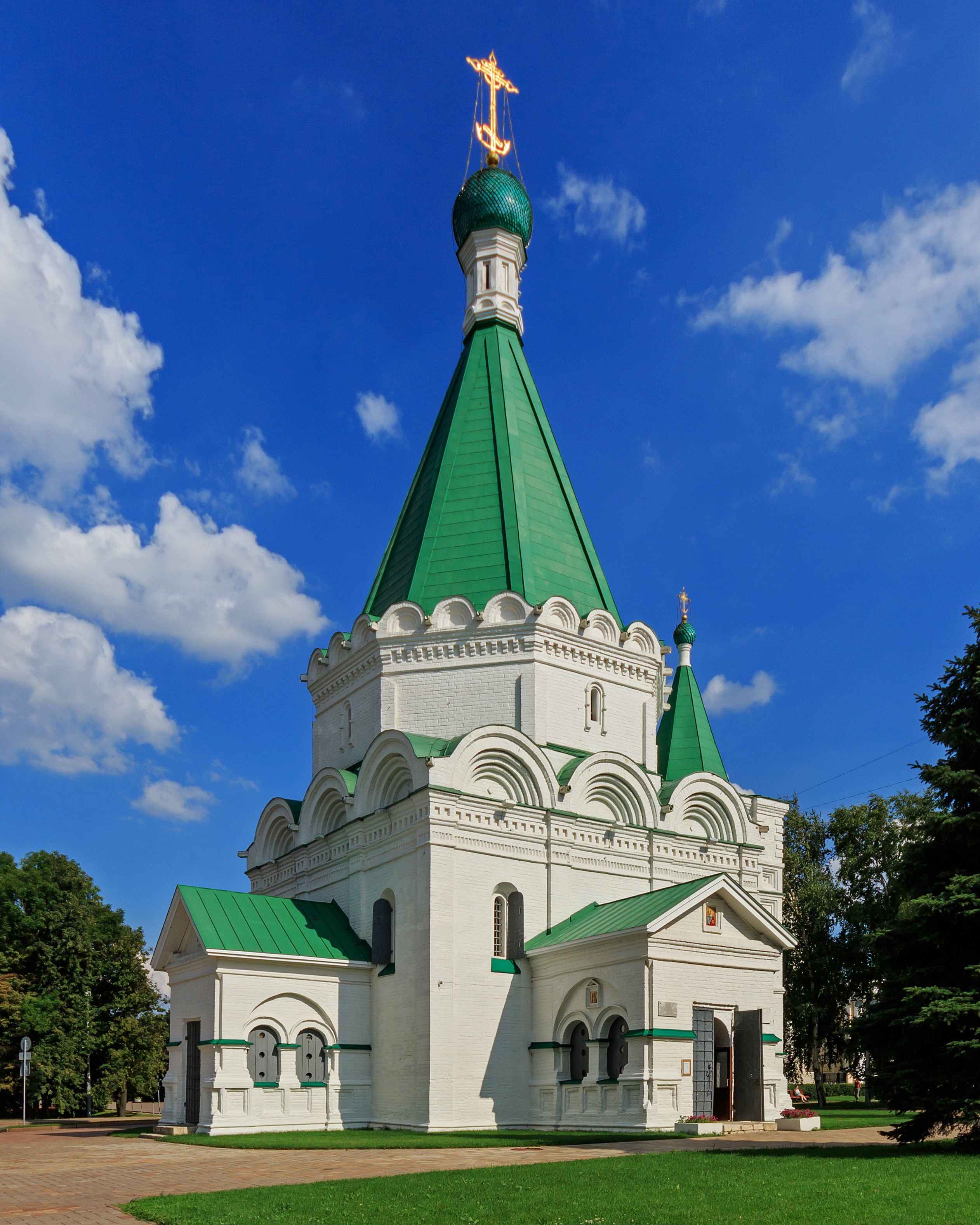
Михайло-Архангельский собор
Храм в честь преподобного Симеона Столпника
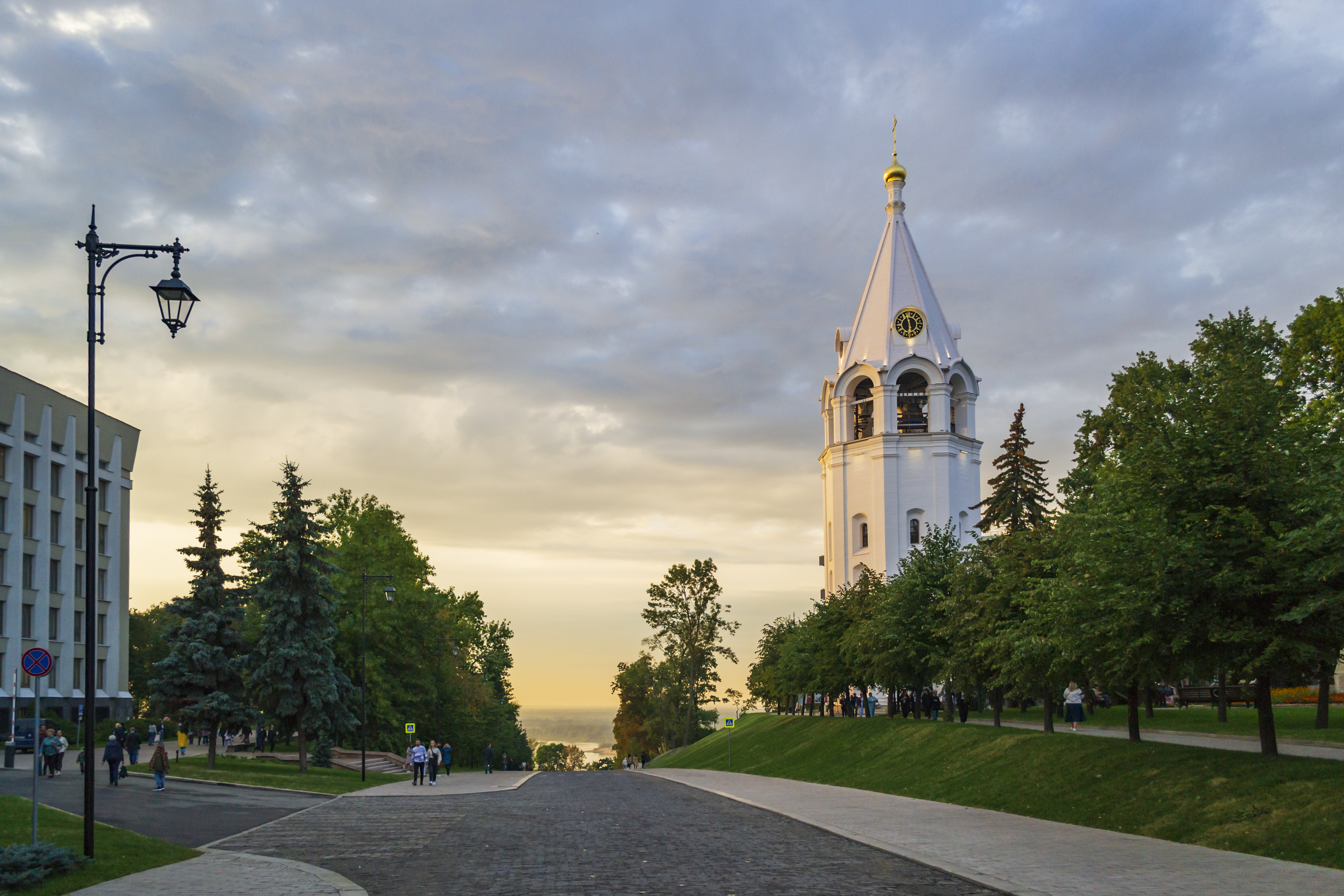
Восстановленная колокольня Спасо-Преображенского собора

### Памятники
- Обелиск Минину и Пожарскому

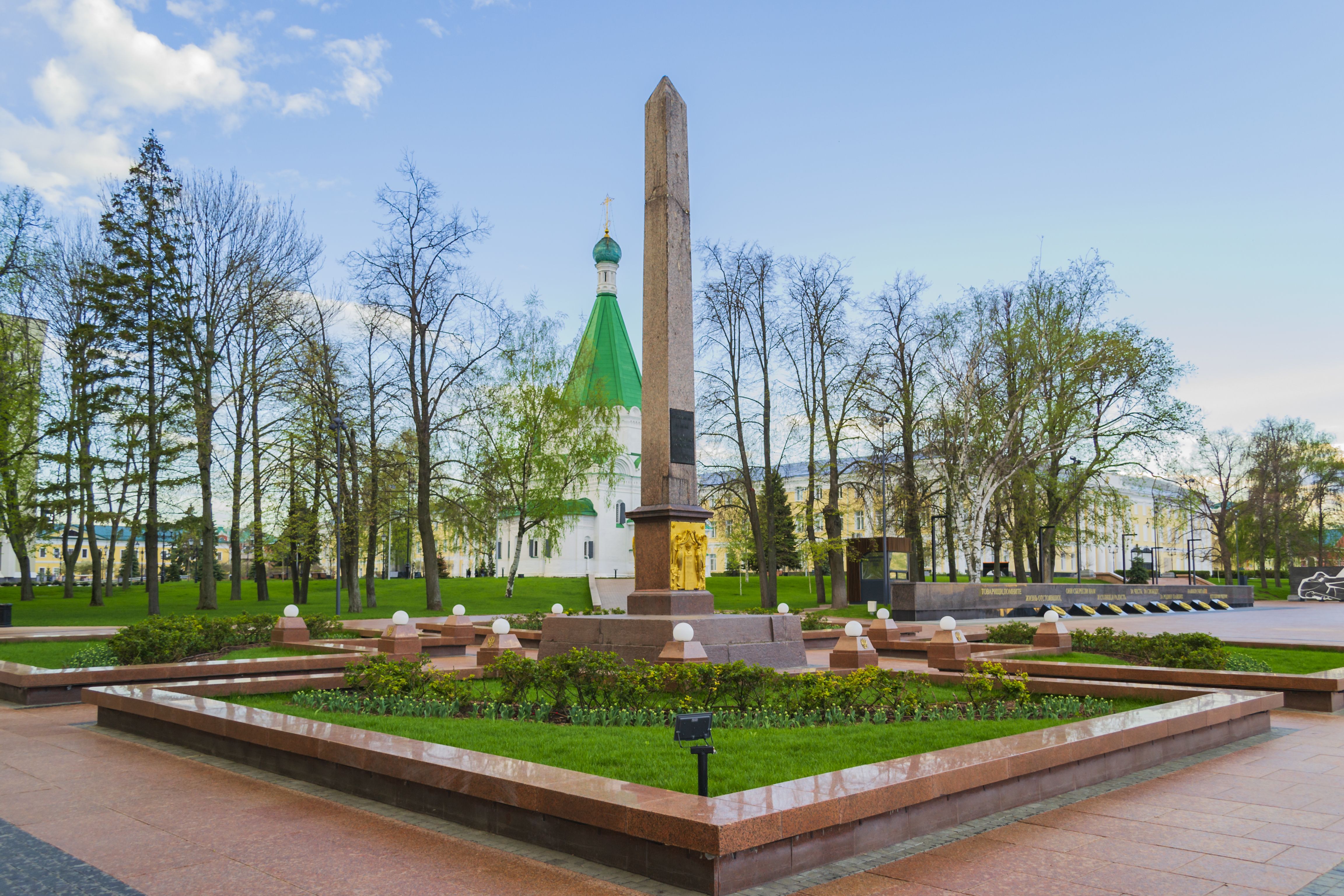
Обелиск XIX века Минину и Пожарскому. На заднем плане — собор св. Архангела Михаила и мемориал с Вечным огнём

- Мемориальный комплекс в честь горьковчан, павших в Великую Отечественную войну
- Мемориал «Горьковчане — фронту»
- Памятник князю Юрию Всеволодовичу и епископу Симону Суздальскому
- Памятник князю Дмитрию Донскому и его жене Евфросинии Московской
- Памятник «Горьковчанам — доблестным труженикам тыла»
- Бронзовый макет дореволюционного Нижнего Новгорода

### Другие здания и сооружения

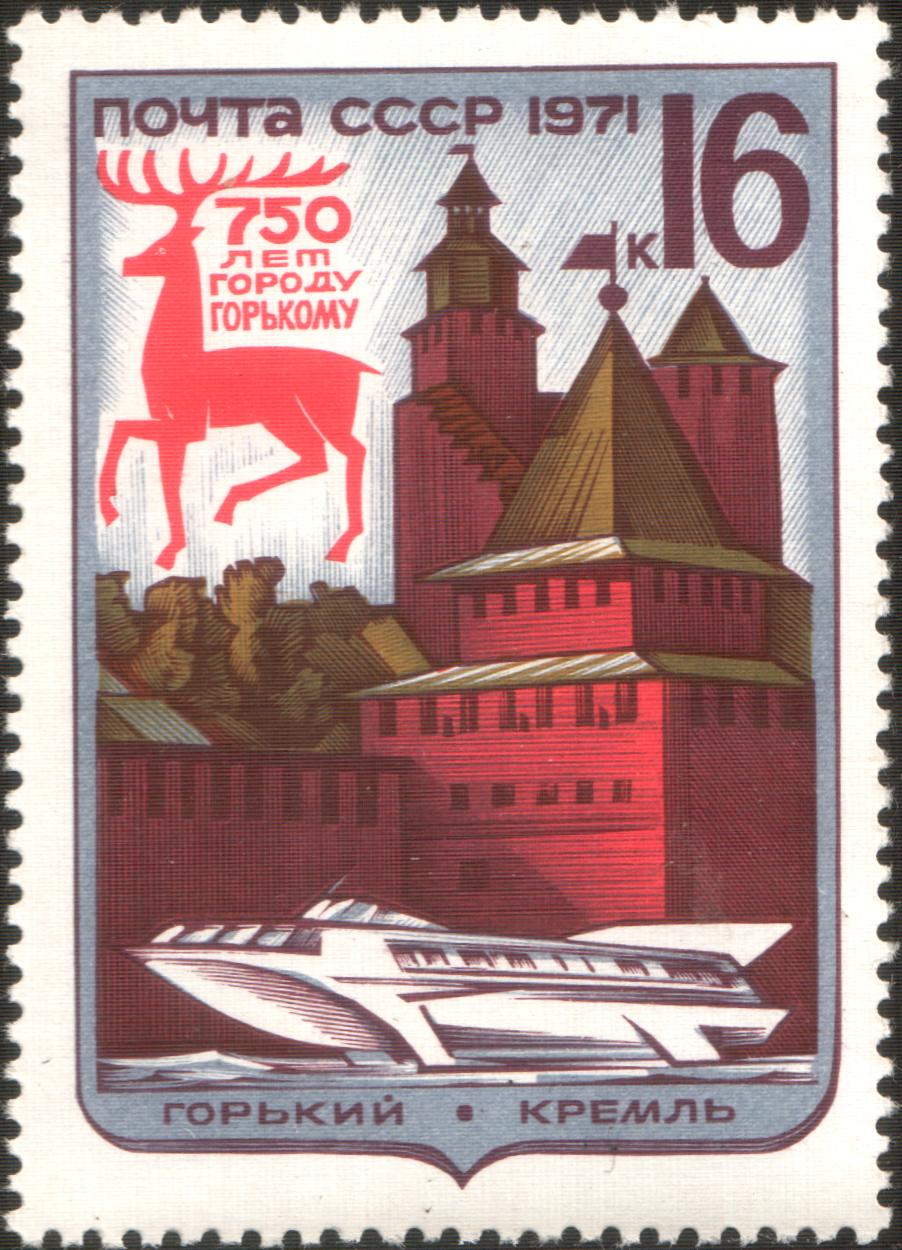
Почтовая марка СССР, 1971 год

В конце XVIII века в центре Кремля была разбита площадь торжеств (плац-парад). На площади были возведены корпуса присутственных мест (1782—1785), дворец вице-губернатора с флигелем (1786—1788) и гарнизонного дома (1791—1801). Рядом с присутственными местами выстроено здание банковской конторы (1785—1786). В 1797—1806 годах в соответствии с указом императора Павла I были построены две казармы для семей офицеров гарнизонного батальона: одна — на южной стороне плац-парадной площади, другая — около вице-губернаторского дома.
В 1837—1841 годах был построен дом военного губернатора (сейчас в здании находится Художественный музей) с флигелем, в 1840—1843 годах по указанию Николая I было построено здание Арсенала (ныне — Волго-Вятский филиал Государственного музея изобразительных искусств имени А. С. Пушкина). В связи с переустройством территории Кремля лишь в 1837—1841 годах из крепости была окончательно вынесена вся частная застройка.
В конце XIX века к Всероссийской промышленной и художественной выставке 1896 года в городе были построены 2 фуникулёра, получившие названия Кремлёвский и Похвалинский, в городе их звали элеваторами. По случаю 800-летия Нижнего Новгорода исторический подъёмник решили восстановить. Летом 2024 года воссозданный Кремлёвский фуникулёр ввели в эксплуатацию, а 15 сентября состоялось его торжественное открытие.
В 1914—1915 годах построен Красный флигель кадетского корпуса.
В 1931 году на месте кафедрального Спасо-Преображенского собора был построен Дом Советов. Здание выполнено в стиле конструктивизма и сверху напоминает самолёт. Сейчас в здании располагается Городская дума и администрация Нижнего Новгорода.
В 1934—1935 годах по проекту архитектора Владимира Орельского вблизи Георгиевской башни был возведён гараж Крайкома (корпус № 4а). Здание было выполнено в стилистике постконструктивизма, с использованием темы так называемой «красной» или «пролетарской дорики» архитектора Ивана Фомина, последователем которого был Орельский.
В 1965 году рядом с обелиском Кузьме Минину и князю Дмитрию Пожарскому был зажжён Вечный огонь и открыт мемориальный комплекс в честь горьковчан, павших в Великую Отечественную войну.
С 1928 по 1968 год на территории Кремля в здании бывшего Манежа находилось трамвайное депо; впоследствии оно было переоборудовано под склады и гаражи, после чего пришло в аварийное состояние. Лишь в 2018—2020 годах началось восстановление изначального облика сооружения — была заново отстроена (и освящена) примыкавшая к манежу церковь Николая Чудотворца, а в 2021 году — сам манеж, ныне используемый как выставочное пространство НГХМ.
Под влиянием архитектуры московского Дворца съездов в 1975 году на месте снесённого Успенского собора было возведено здание Горьковского обкома партии (арх. В. В. Воронков, В. Н. Рымаренко).
В 2012 году построена Спасская часовня. Она воздвигнута напротив здания администрации Нижнего Новгорода в память о разрушенном в советское время Спасо-Преображенском соборе.
В начале 2000-х годов на территории кремля было развёрнуто строительство современных административных зданий, нарушающее федеральное законодательство об объектах культурного наследия (на территории древнего архитектурного комплекса строительство запрещено). В 2008 году в юго-восточной части кремля началось возведение первой очереди Правительственного комплекса (архитекторы А. А. Худин, М. В. Дуцев). В 2014 году было возведено Здание казначейства (арх. Ю. Н. Карцев), примыкающее к историческому зданию Банковской конторы. В июне 2015 стало известно о том, что возведение упомянутых зданий приостановлено.

## Площади, улицы и сады Нижегородского кремля

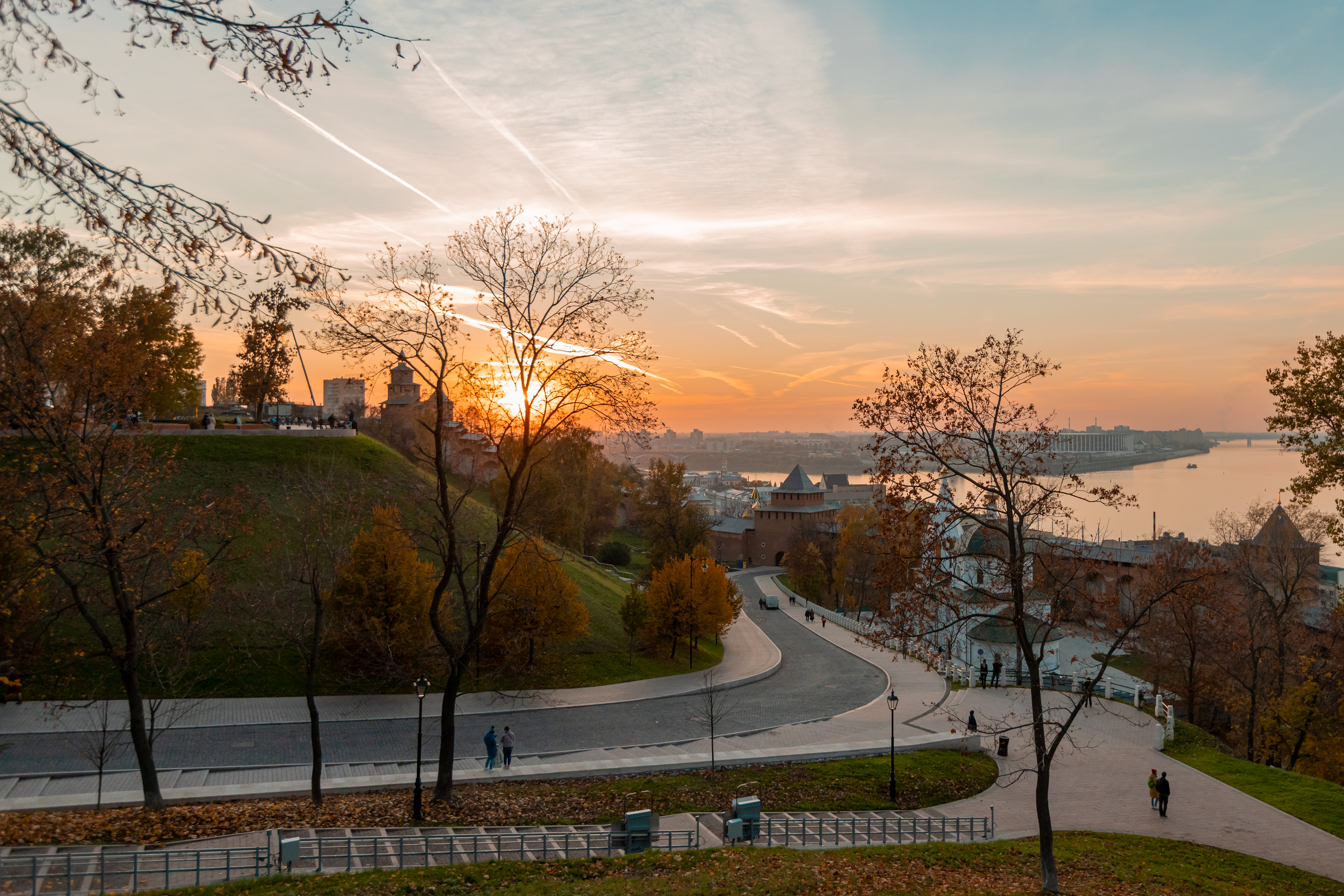
Ивановский съезд

- Ивановский съезд (бывшая Большая Мостовая улица)
- Плац-парадная площадь[38]
- Соборная площадь (на месте площади возведён Дом Советов)[38]
- Губернаторский сад
- Мининский сад (ныне на его территории находится мемориал с Вечным огнём)
- Еловый сквер[39]
- Литературный сад[40]

Находящиеся вне территории кремля, но образующие с ним единый ансамбль:
- Площадь Минина и Пожарского
- Зеленский съезд
- Кремлёвский бульвар
- Площадь Народного единства
- Нижне-Волжская набережная (подножие Чкаловской лестницы и сквер перед Зачатьевской башней)

## Организации, которые действуют в Кремле
На территории Нижегородского кремля действуют:
- Законодательное собрание Нижегородской области;
- Правительство Нижегородской области;
- Дом Советов — администрация и Городская дума Нижнего Новгорода;
- Арбитражный суд Нижегородской области;
- Управление Федерального казначейства по Нижегородской области;
- Музей «Нижегородский кремль» — филиал Нижегородского государственного историко-архитектурного музея-заповедника;
- Нижегородский государственный художественный музей (дом военного губернатора);
- Волго-Вятский филиал Государственного музея изобразительных искусств имени А. С. Пушкина (Арсенал);
- Нижегородская государственная академическая филармония имени Мстислава Ростроповича — место проведения различных мероприятий;
- Русская православная церковь — Михайло-Архангельский собор, Спасо-Преображенская колокольня, церковь Симеона Столпника, церковь Николая Чудотворца при манеже.